# Omnibus
Ein Omnibus (lateinisch omnibus ‚allen‘ bzw. ‚für alle‘, Dativ Plural von omnis), kurz Bus, ist ein großes Straßenfahrzeug, das der Beförderung zahlreicher Personen dient, z. B. im öffentlichen Personennahverkehr (ÖPNV) oder in der Schülerbeförderung. In Österreich und in der Schweiz sind sie auch als Autobus bekannt. Reisebusse werden in der Schweiz mit dem französischen Wort Car oder Reisecar, seltener auch Autocar bezeichnet.
In der Europäischen Union gelten gemäß den Bemerkungen in Anhang I der Richtlinie 70/156/EWG motorisch angetriebene Landfahrzeuge der Klassen M2 oder M3 mit mehr als acht Sitzplätzen neben dem Fahrersitz amtlich als Kraftomnibus (KOM) und sind Kraftfahrzeuge. In der Schweiz werden Motorfahrzeuge der Klasse M2 über 3,50 t oder M3 gemäß Art. 11 Abs. 2b VTS als Gesellschaftswagen bezeichnet.

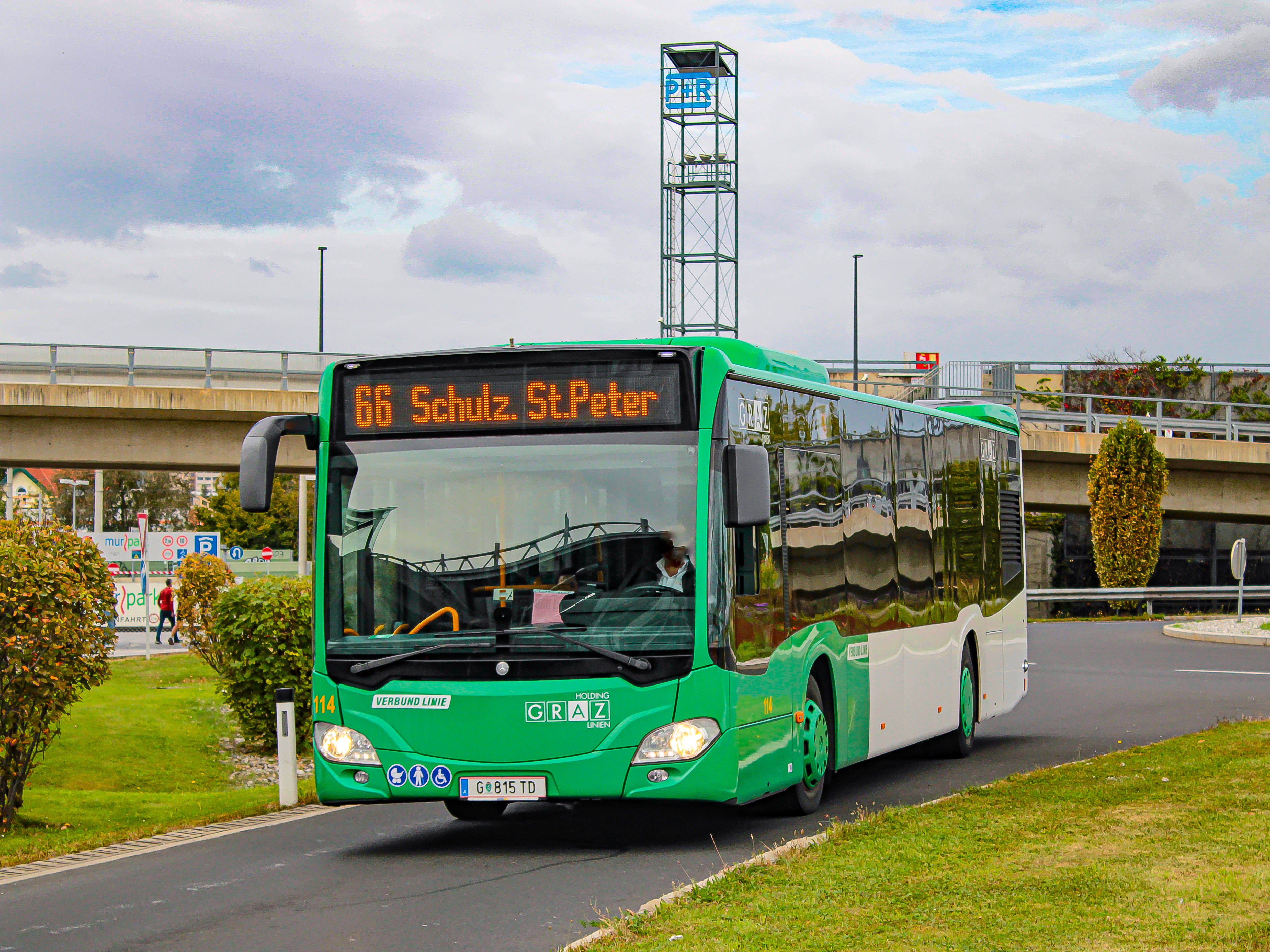
Linienbus Mercedes-Benz Citaro der Graz Linien (2023)

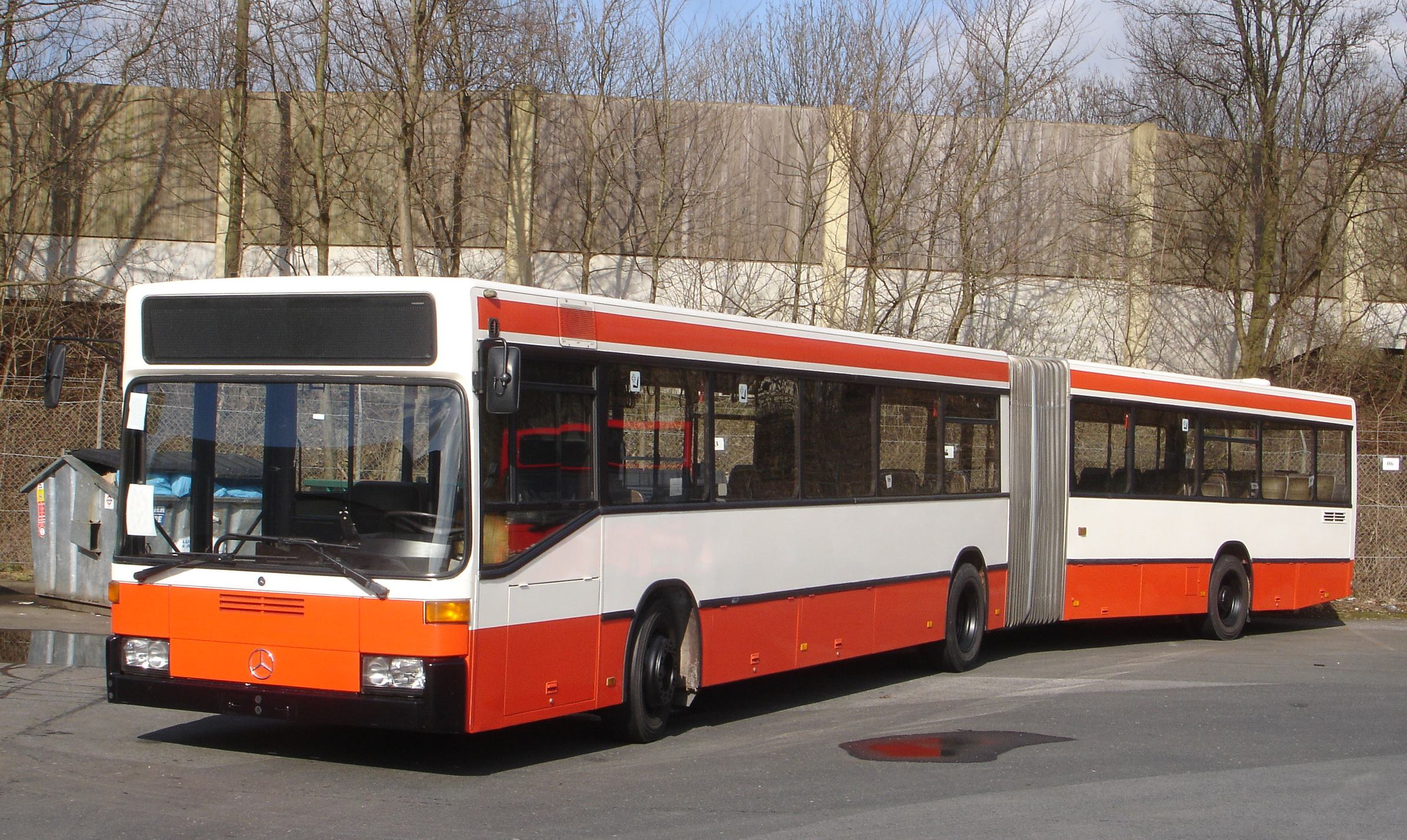
Niederflur-Gelenkbus der 1990er Jahre (Mercedes-Benz O 405 GN) (<=2007)

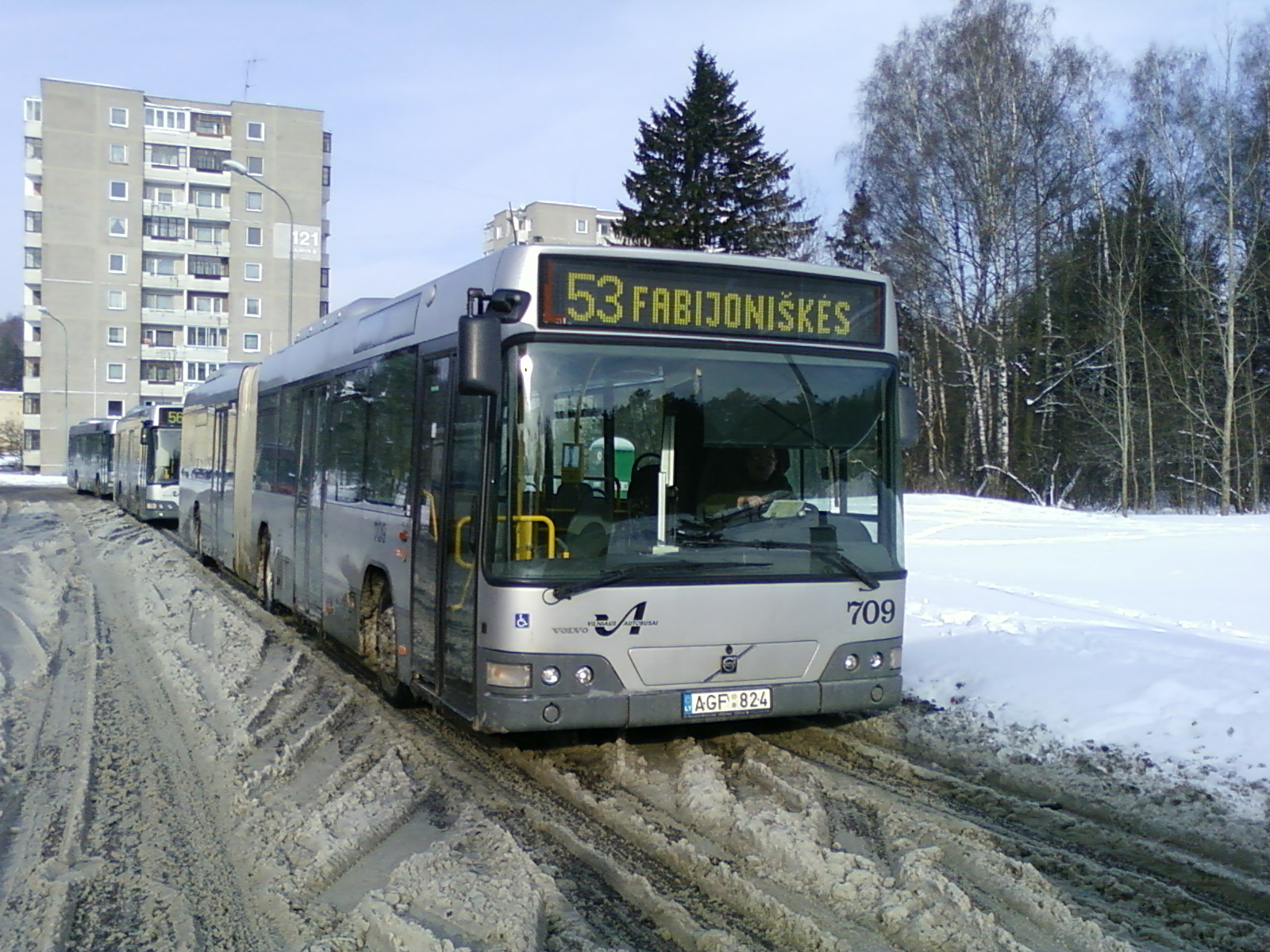
Ein Volvo 7700 aus 2004 in Vilnius (2007)

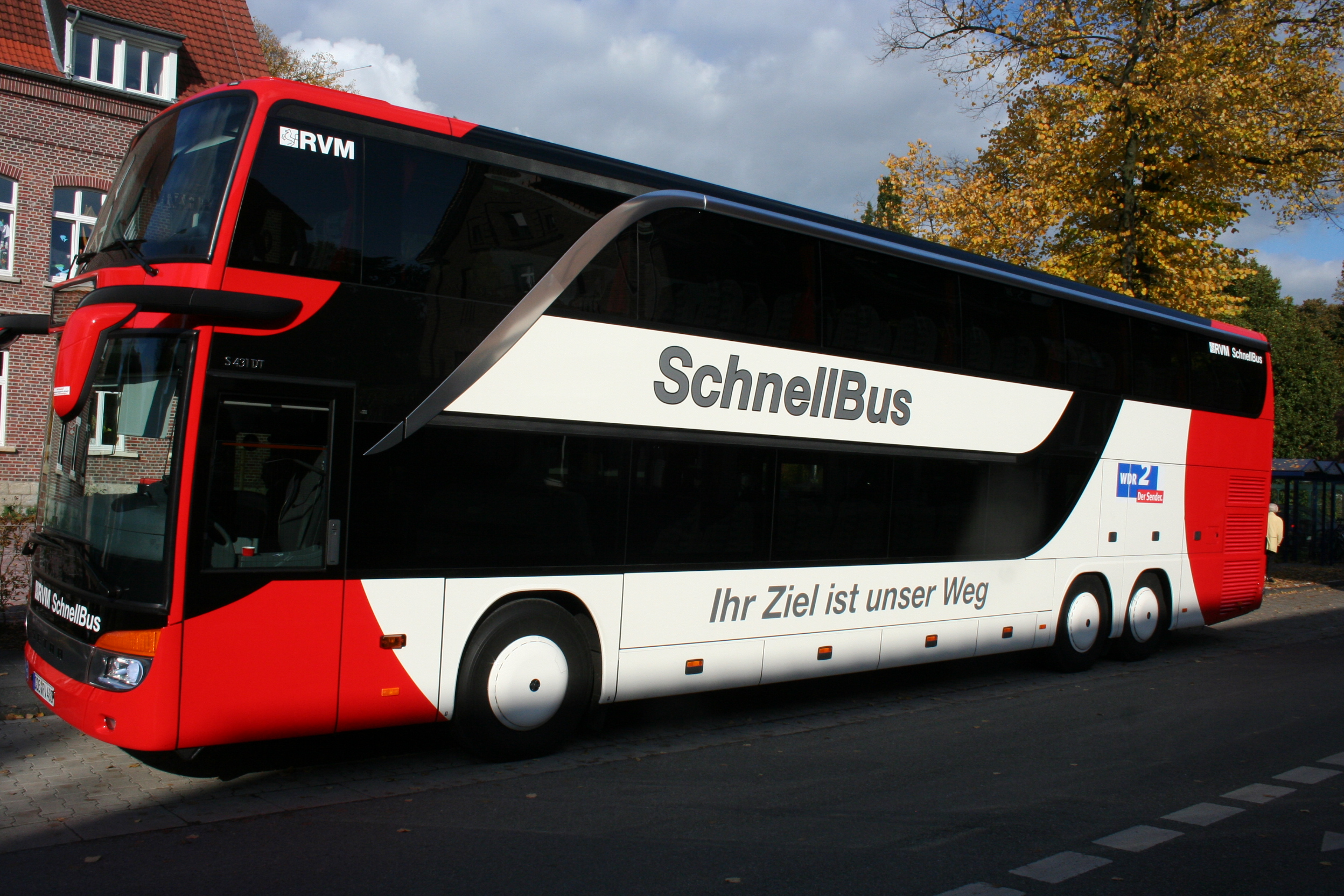
Doppeldeckerbus Setra S 431 DT (2008)

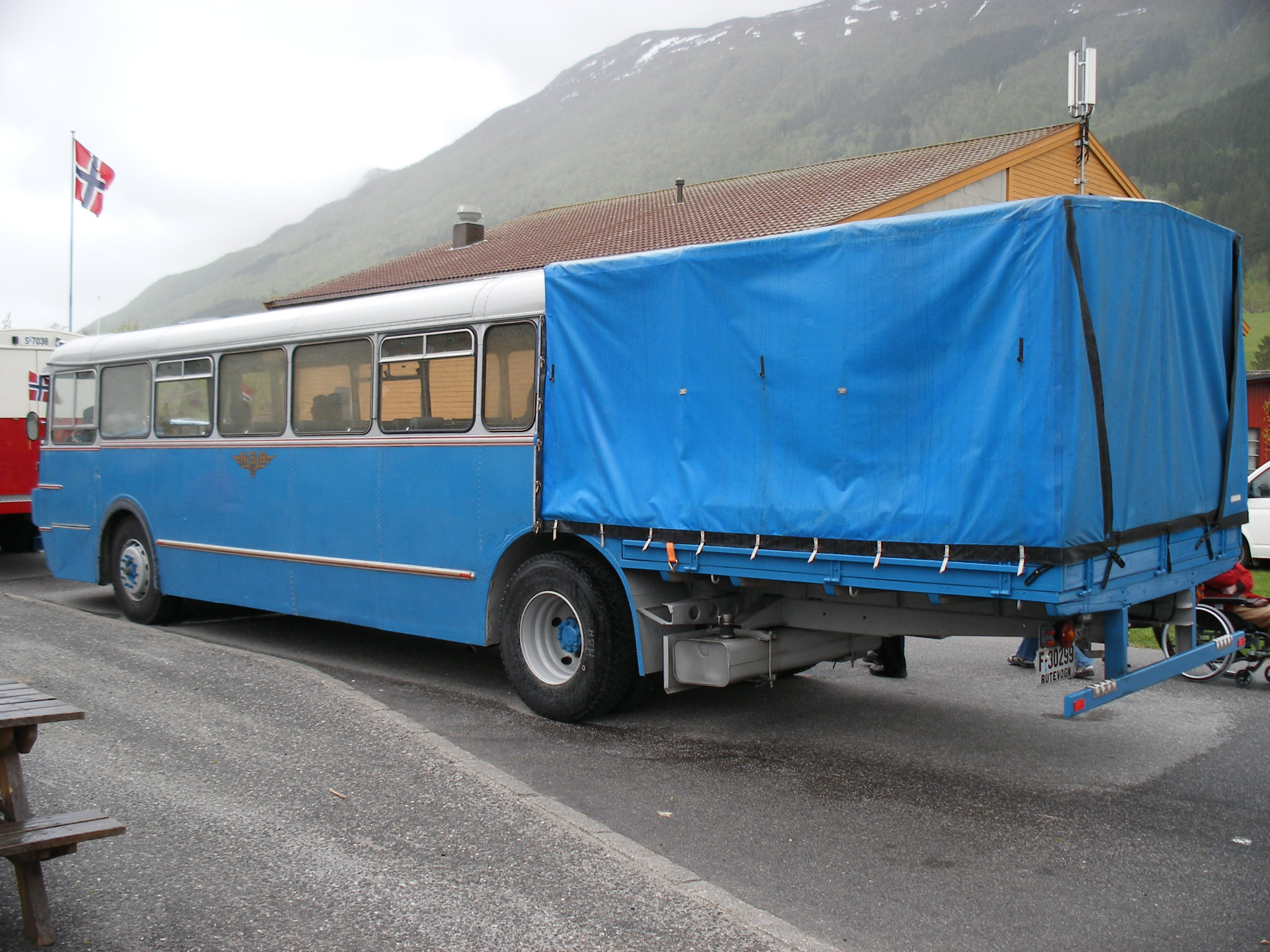
Norwegischer Kombinationsbus mit Ladepritsche mit Plane (2008)

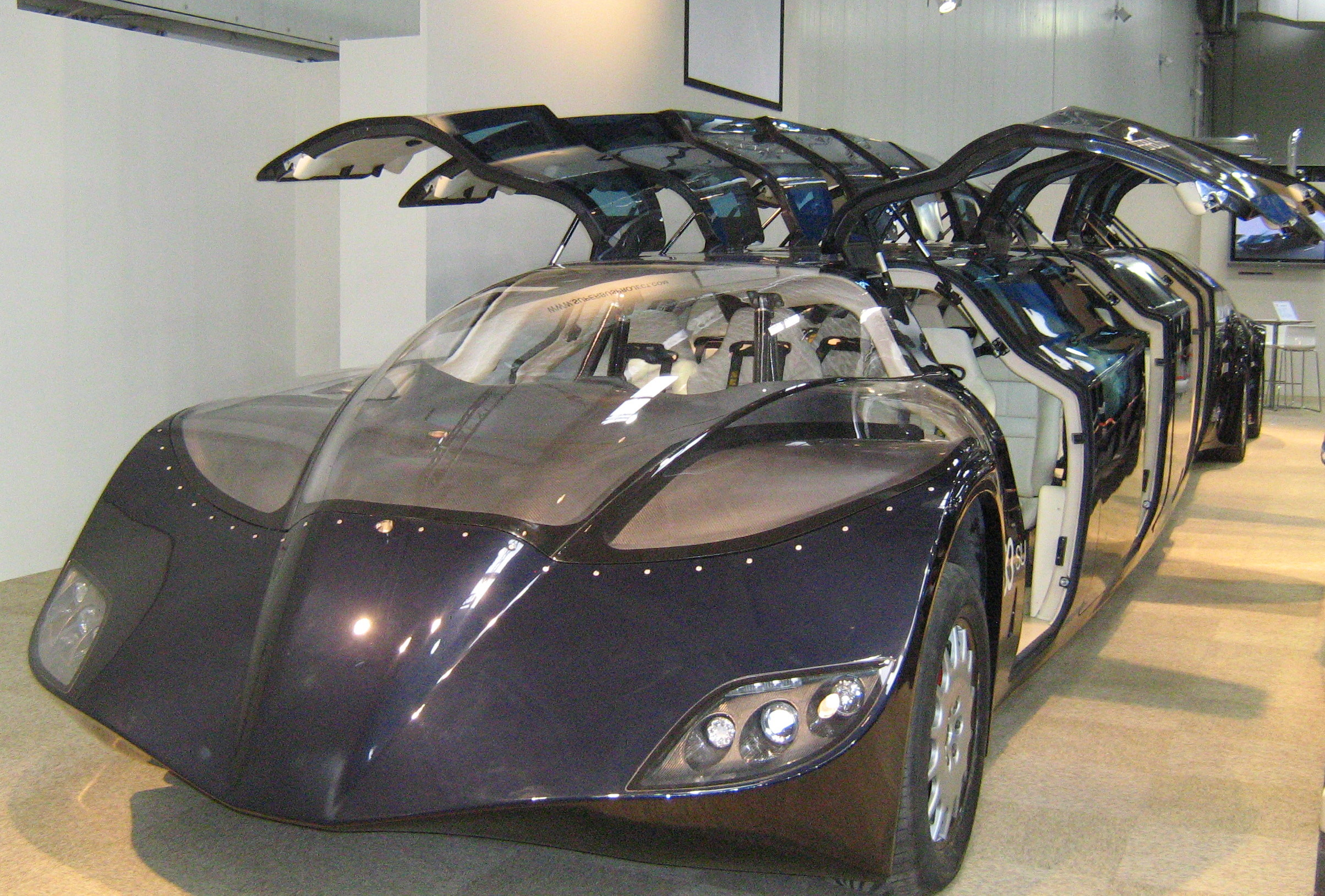
Projekt Superbus (TU Delft) – 4 Elektromotore, max. 250 km/h schnell, 26 Sitzplätze, 200 km Reichweite, 15 m Länge, 16 Flügeltüren auf der IAA 2010

Eng mit dem Omnibus verwandt ist der Oberleitungsbus beziehungsweise Trolleybus, der jedoch aufgrund seiner Abhängigkeit von einer Fahrleitung eine Sonderstellung einnimmt. Weil er ähnlich einer Straßenbahn an eine feste Infrastruktur gebunden ist, gelten für ihn besondere gesetzliche Regelungen.

## Etymologie
Vor dem Einsatz von Verbrennungsmotoren beziehungsweise Elektromotoren bezeichnete das Wort Omnibus eine relativ große Kutsche zum Personentransport. Jedoch wurden Postkutschen nicht Omnibus genannt. Die Bezeichnung „Omnibus“ ‚für alle‘ soll ihre Entstehung dem Reklameschriftzug „Omnes omnibus“ über dem Laden eines französischen Kaufmanns namens Omnès in der Stadt Nantes verdanken. Der Fuhrwerksbesitzer Baudry wurde dadurch 1825 zur entsprechenden Benennung seiner Fahrzeuge angeregt. Das Wort erreichte 1828 in seiner neuen Bedeutung Paris; Im Jahr 1835 wurde es im Brockhaus’ Conversations-Lexikon aufgenommen, bezeichnete jedoch bis 1850 allein Pariser Omnibusse. Als allgemeines Wort für öffentliche innerstädtische Pferdestellwagen ist es beispielsweise in Wien 1842 erwähnt (Pferdeomnibus).
Nach der Einführung moderner motorisierter Omnibusse entstanden analog zu Kraftwagen und Automobil die Bezeichnungen Kraftstellwagen, Kraftomnibus, Kraftbus, Motoromnibus, Motorbus, Autoomnibus, Autobus und Automobilomnibus. Die Begriffe dienen der Unterscheidung der neuen Motorfahrzeuge von den im 19. Jahrhundert verbreiteten Pferdeomnibussen beziehungsweise Dampfomnibussen. In Abgrenzung zum Oberleitungsbus spricht man auch von einem Diesel(omni)bus respektive Dieselautobus. Durch neue Antriebstechniken auch im Busverkehr wird die Bezeichnung „Dieselbus“ nicht mehr häufig verwendet. 
Seit der zweiten Hälfte des 20. Jahrhunderts wird der Begriff Omnibus zunehmend durch das Kurzwort Bus ersetzt, was auf den Einfluss der englischen Sprache zurückzuführen ist. Der Begriff Omnibus wird in der Regel in schriftlichen und formellen Kontexten verwendet, während Bus heutzutage vorwiegend in der Umgangssprache und im Verkehrswesen gebraucht wird.
Die Wortendung „-bus“, die eigentlich ein Teil der lateinischen Ablativ- oder Dativendung „-ibus“ war, wurde später als eigenständiges Wort benutzt. Es entsteht der Eindruck, das Wort Omnibus bestehe aus den zwei Teilen Omni und Bus und Omnibus und Autobus seien bestimmte Arten von Bussen, wie beispielsweise der Kleinbus oder der Reisebus.

## Technik

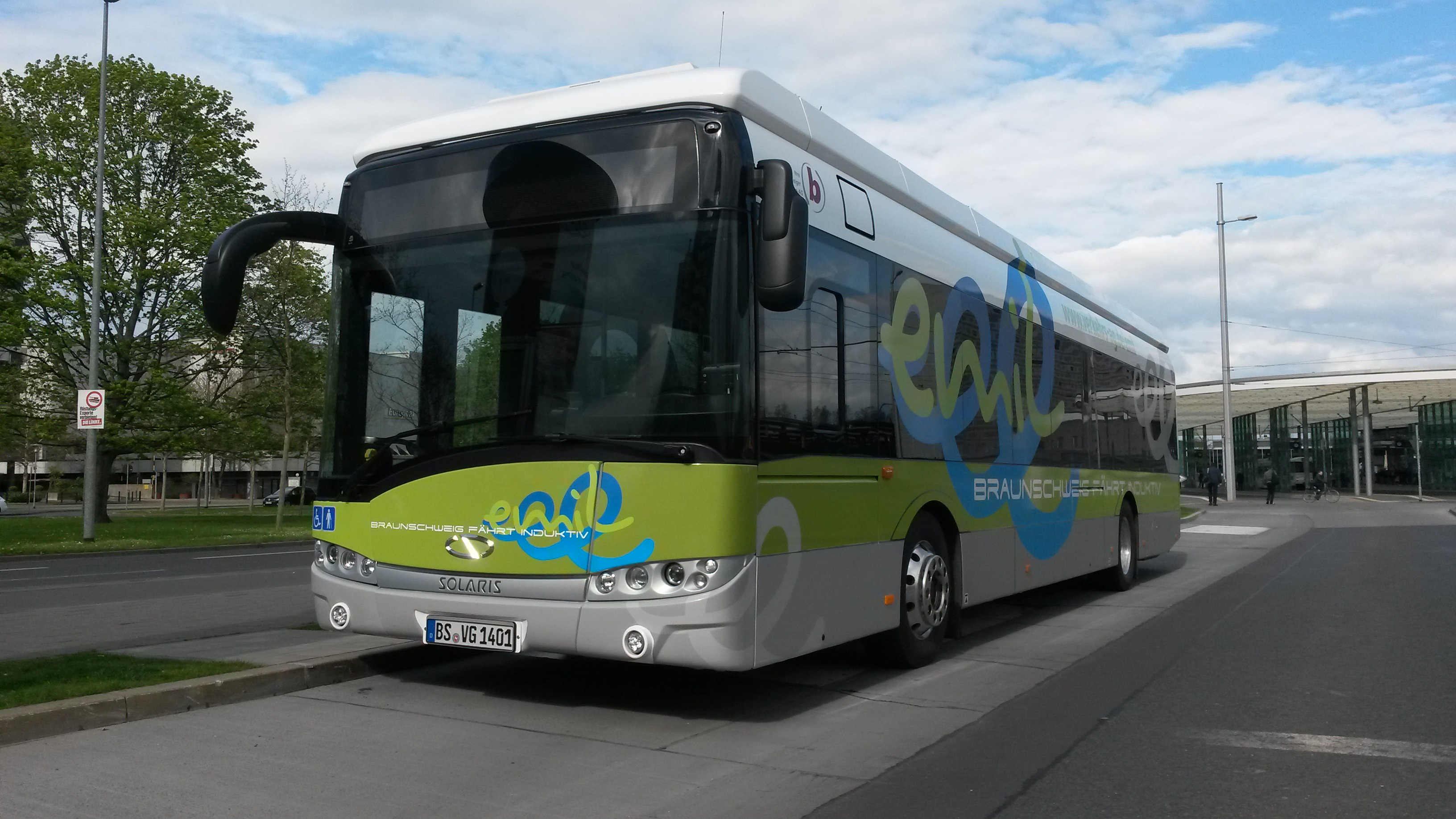
Batteriebus: Solaris Urbino 12 electric der Braunschweiger Verkehrs-GmbH an der Induktivladestation

Der Antrieb erfolgt heute meist durch einen Diesel- oder Gasmotor, seltener sind Batteriebusse, Hybridbusse oder Brennstoffzellenbusse. Auch die Energieversorgung aus Schwungradspeichern wurde erprobt, dieses Konzept nannte sich Gyrobus. Anfang des 21. Jahrhunderts erleben elektrisch angetriebene Busse, wie z. B. der BYD ebus im Linienverkehr oder als Vorfeldbus eine Renaissance. Im Jahr 2016 wurden in China 115.000 Elektrobusse neu zugelassen, was 20 Prozent aller Stadtbusse entspricht. 40 Prozent aller Stadtbusse in China fahren Ende 2016 elektrisch.
Busse haben heute meist einen Heckmotor und Hinterachsantrieb. Der Motor ist dabei meist liegend und unterflur angeordnet. Bei Niederflurbussen kommen auch stehende Motoren vor; in jedem Fall ragt bei ihnen der Motorraum immer mehr oder weniger in den Fahrgastraum und erfordert dort eine besondere Sitzanordnung.
Insbesondere beim Stadtbus sind im Betrieb ausgesprochen viele Schaltvorgänge erforderlich. Deshalb wurde schon früh versucht, die Belastung des Fahrpersonals durch das Schalten zu reduzieren. So waren beispielsweise bereits ab 1933 Omnibusse aus der 700er-Serie von Yellow Coach mit halbautomatischen Getrieben ausgestattet, ab Ende der 1930er-Jahre wurden Automatikgetriebe verbaut. Auch Omnibusse des amerikanischen Herstellers Twin Coach wurden Mitte der 1940er-Jahre standardmäßig mit Wandler-Getrieben ausgerüstet. Andernorts experimentierte man mit dieselelektrischen Antrieben. Mitte der 1970er Jahre wurde in Zusammenarbeit von MAN und Renk mit dem „Doromat 873“ ein geeignetes Automatikgetriebe für den europäischen Markt entwickelt. Inzwischen werden bei Stadtbussen durchgängig Automatikgetriebe mit Drehmomentwandler eingesetzt. Anders verhält es sich bei Überland- und Reisebussen, bei denen wesentlich weniger Schaltarbeit anfällt. Auch sind die Busse wesentlich leichter als vergleichbare (beladene) Lastkraftwagen, sodass bei Reisebussen auch heute noch einfache Sechs-Gang-Schaltgetriebe ausreichen, meist mit einer Form von kraftunterstützter Schaltung und/oder automatischer Kupplung. Inzwischen setzen sich aber auch bei Reisebussen automatisierte Getriebe durch, die durch Rechner anhand der Drehzahl und Geschwindigkeit geschaltet werden.
Beim Aufbau der Karosserie gibt es zwei Konzepte:
- Die klassische Lastkraftwagen-Bauweise besteht aus einem Längsträger, der wiederum den Antriebsstrang mit Motor, Rädern und Bremsanlage trägt. Darauf sitzt der Aufbau mit dem Fahrgastraum.
- Kleine Busse und einige Hersteller von Reisebussen setzen auf selbsttragende Karosserien wie im Pkw-Bau. Zu den Anbietern von großen Bussen gehört z. B. EvoBus mit der Setra-Baureihe.

Darüber hinaus gibt es verschiedene Mischformen, je nachdem, ob das Dach mitträgt oder nicht. Der Karosserieaufbau kann zudem entweder in Schalen- oder in Fachwerkbauweise erfolgen. 1952 entwickelte und produzierte die Firma Theodor Klatte den Bustyp Tk 115, bei dem es sich um einen selbsttragenden, vollständigen Leichtmetallbau handelte.
Das Fahrwerk von Bussen besitzt an der Vorderachse häufig eine Einzelradaufhängung. Die Hinterachse ist in der Regel starr. Linienbusse besitzen oft noch starre Vorder- und Hinterachsen.

## Bauarten

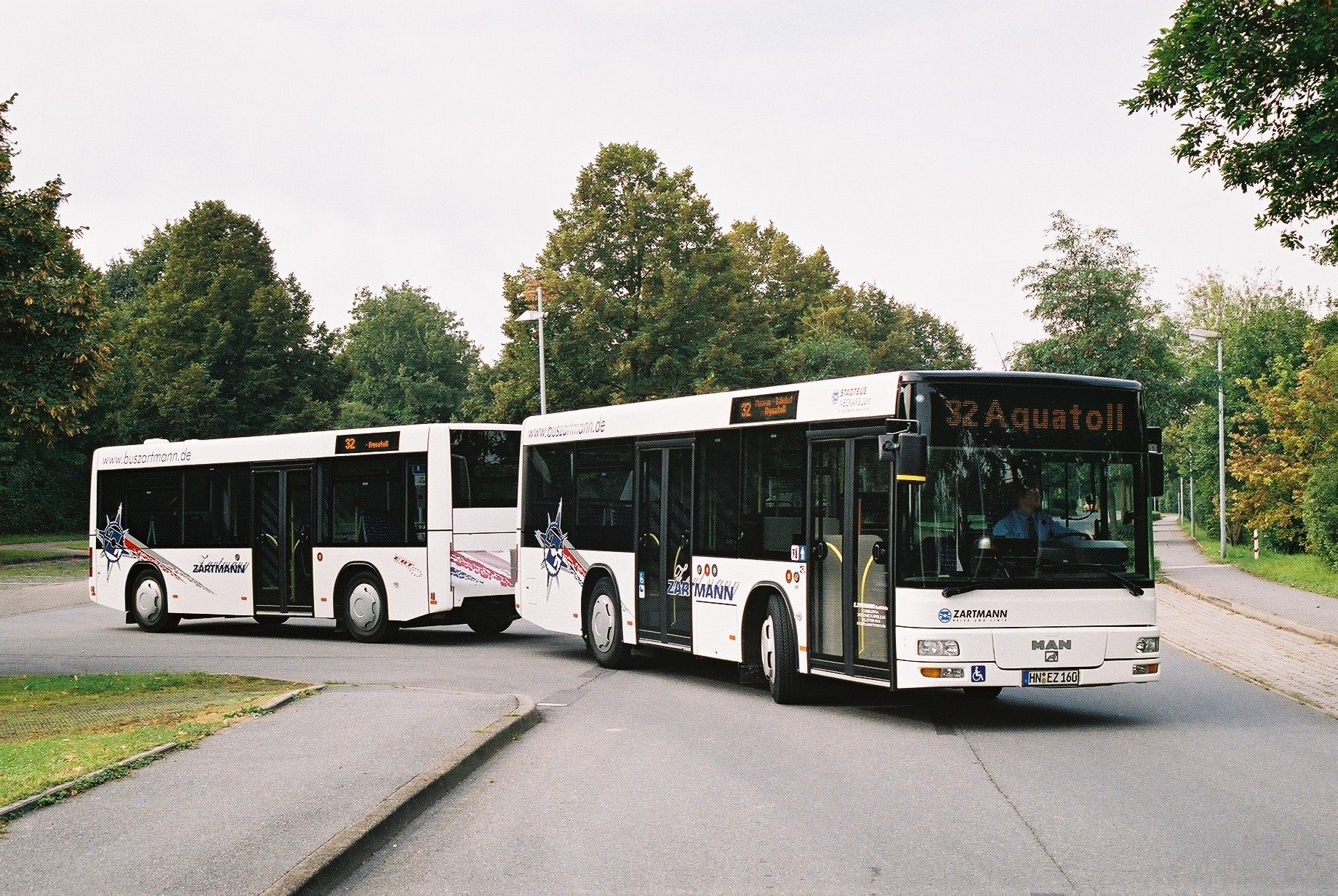
Midibus mit Anhänger

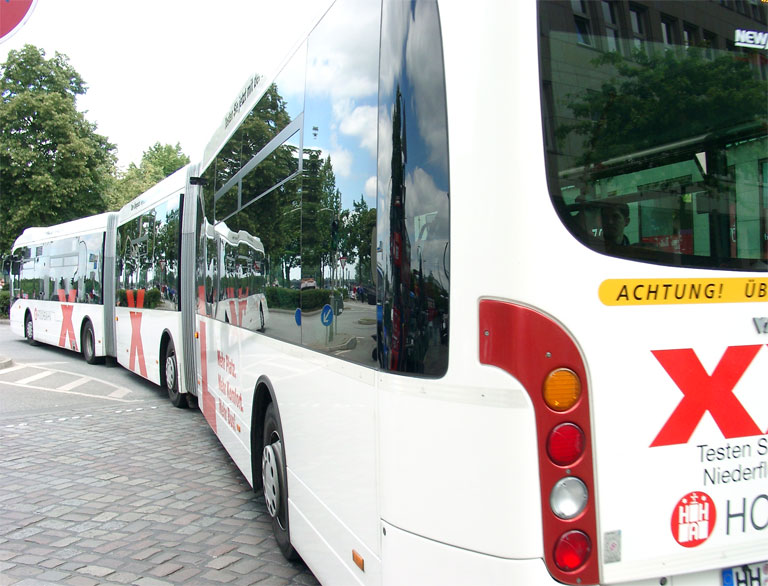
Doppelgelenkbus von Van Hool (Länge 24,8 m)

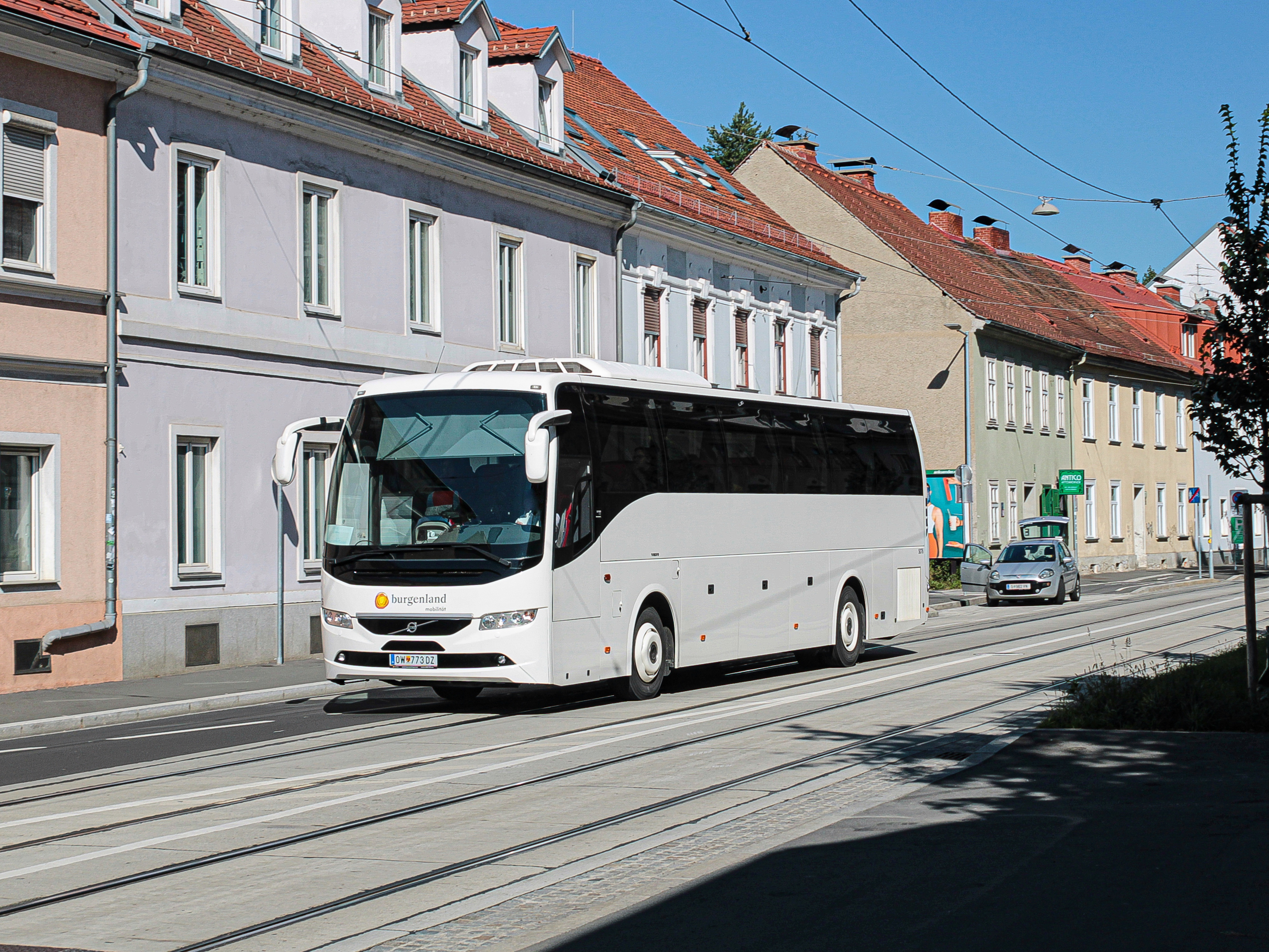
Reisebus Volvo 9900

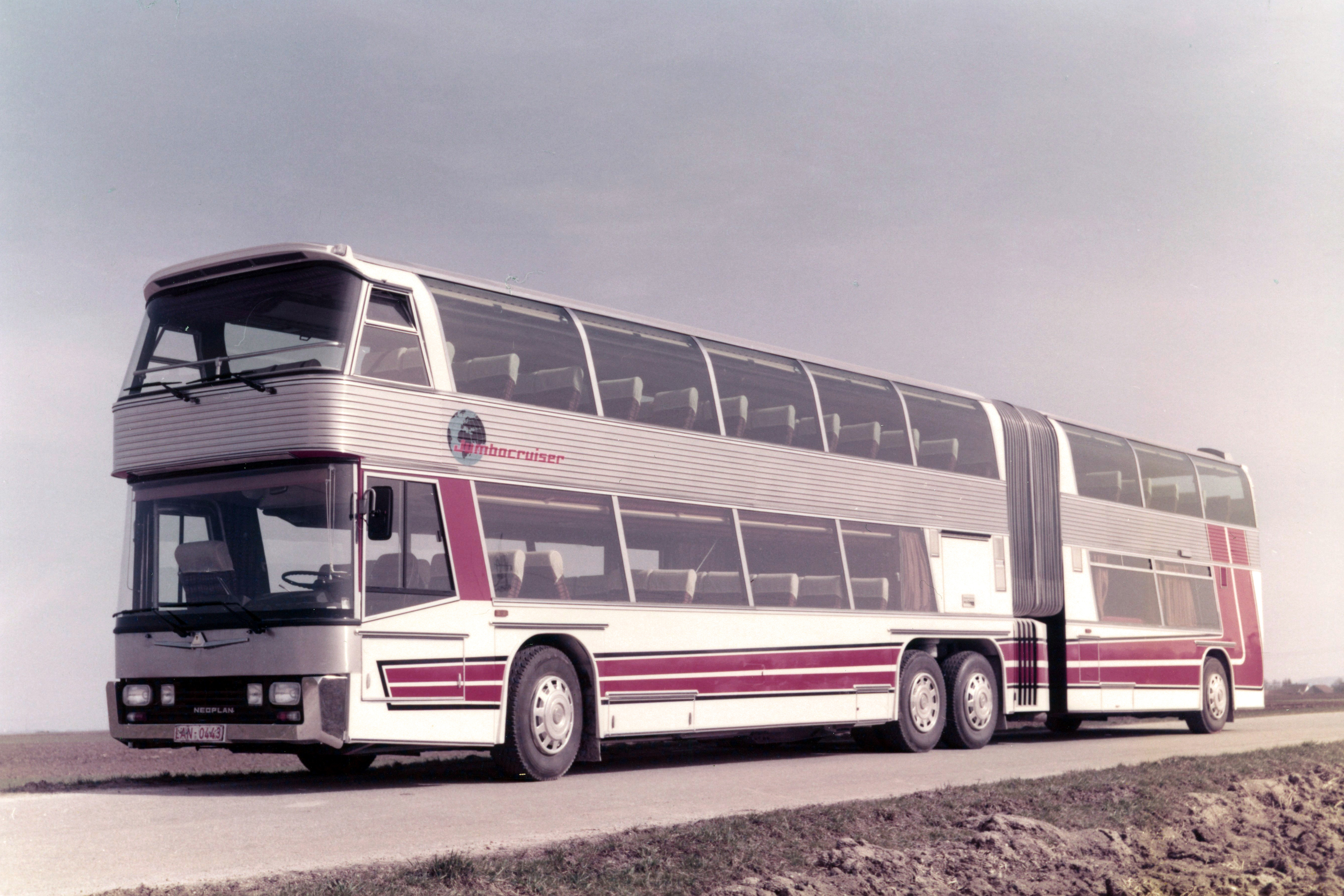
Doppeldecker-Gelenkbus Neoplan Jumbocruiser

### Zulassung
Die Zuordnung, ob ein Fahrzeug rechtlich die Fahrzeugart Kraftomnibus beziehungsweise Gesellschaftswagen (Schweiz) darstellt, geht aus der Zulassung hervor.
Ein umgangssprachlich z. B. VW-Bus genanntes Fahrzeug ist zulassungsrechtlich ein „Auto“, amtlich Personenkraftwagen (Deutschland und Österreich) bzw. Personenwagen (Schweiz). Kraftfahrzeuge, die zulassungsrechtlich als „Bus“ zum Einsatz im Straßenverkehr zugelassen sind, sind auch als Bus zu betreiben und zu führen/fahren. In Deutschland ist das in der StVZO und der StVO, in der Schweiz in der VTS geregelt.

### Verwendungsarten
Für den gewerblichen Einsatz ist je nach Personenbeförderungsgesetz (PBefG in Deutschland, PBG in der Schweiz) eine weitere Zulassung nach der gewünschten Verkehrsart erforderlich. Man unterscheidet grundsätzlich Busse (für die gewerbliche Verwendung/Verkehrsart) in Busse für Linienverkehr und in Busse für den Gelegenheitsverkehr (manche Busse haben nach dem jeweiligen Gesetz eine Zulassung für beide Verkehrsarten). Der Schulbusverkehr stellt eine Sonderform des Linienverkehrs dar und erfordert eine zusätzliche Ausstattung.

### Übersicht
Üblicherweise wird zwischen folgenden Bauformen unterschieden, wobei ein einzelnes Fahrzeug mehreren Bauformen entsprechen kann:
- nach Verwendungszweck:
  - Linienbusse, darunter
    - Stadtbusse
    - Überlandbusse

  - Reisebusse
  - Behindertenbusse
  - Vorfeldbusse

- nach Fahrzeuglänge:
  - Minibusse beziehungsweise Kleinbusse bis 8,50 m Länge
  - Midibusse bis 10,50 m Länge
  - Solobusse bis 12,00 m Länge
  - Dreiachsbusse, auch Maxibusse mit 13,50 m oder 15,00 m Länge
  - Gelenkbusse
  - Doppelgelenkbusse
  - Buszüge mit Personenanhänger
  - Sattelomnibusse

- nach Einstiegs- und Fußbodenhöhe:
  - Niederflurbusse
  - Low-Entry-Busse
  - Hochflurbusse
  - Hochdeckerbusse

- Nach Anzahl der Passagierdecks:
  - Anderthalbdeckerbusse
  - Doppeldeckerbusse

- Nach Antriebsart, darunter:
  - Dieselbusse
  - Erdgasbusse
  - Hybridbusse
  - Elektrobusse bzw. Batteriebusse
  - Brennstoffzellenbus

- nach Ausstattung, insbesondere im Reiseverkehr:
  - Club-Busse für kleine Gruppen
  - Kombibusse für Überlandlinienverkehre und Gelegenheitsverkehr
  - Standardreisebusse ohne Toilette
  - Komfortbus für Gruppenreisen und Programmfahrten
  - Luxusbusse mit großem Sitzabstand und Luxusausstattung, wie z. B. Liegesitze, Barbereich usw. (Bistrobusse)
  - Nightliner

### Erläuterungen und sonstige Bauarten
Stadtbusse sind generell mit einer geringeren Anzahl und weniger komfortablen Sitzen ausgestattet, dafür mit zahlreichen Haltestangen für stehende Fahrgäste sowie mit Mehrzweckräumen (für Gepäck, Kinderwagen und Rollstühle). Für Linien mit großem Fahrgastaufkommen werden Doppeldeckerbusse oder Gelenkbusse eingesetzt. Doppelstöckige Gelenkfahrzeuge sind äußerst rar. Ein bekannter Typ ist der Neoplan Jumbocruiser, 18 Meter lang und vier Meter hoch mit einer Kapazität von 110 Sitzplätzen im Reiseverkehr.
In dünn besiedelten Gebieten werden Kombinationsbusse eingesetzt, um gleichzeitig Passagiere und Fracht zu transportieren.

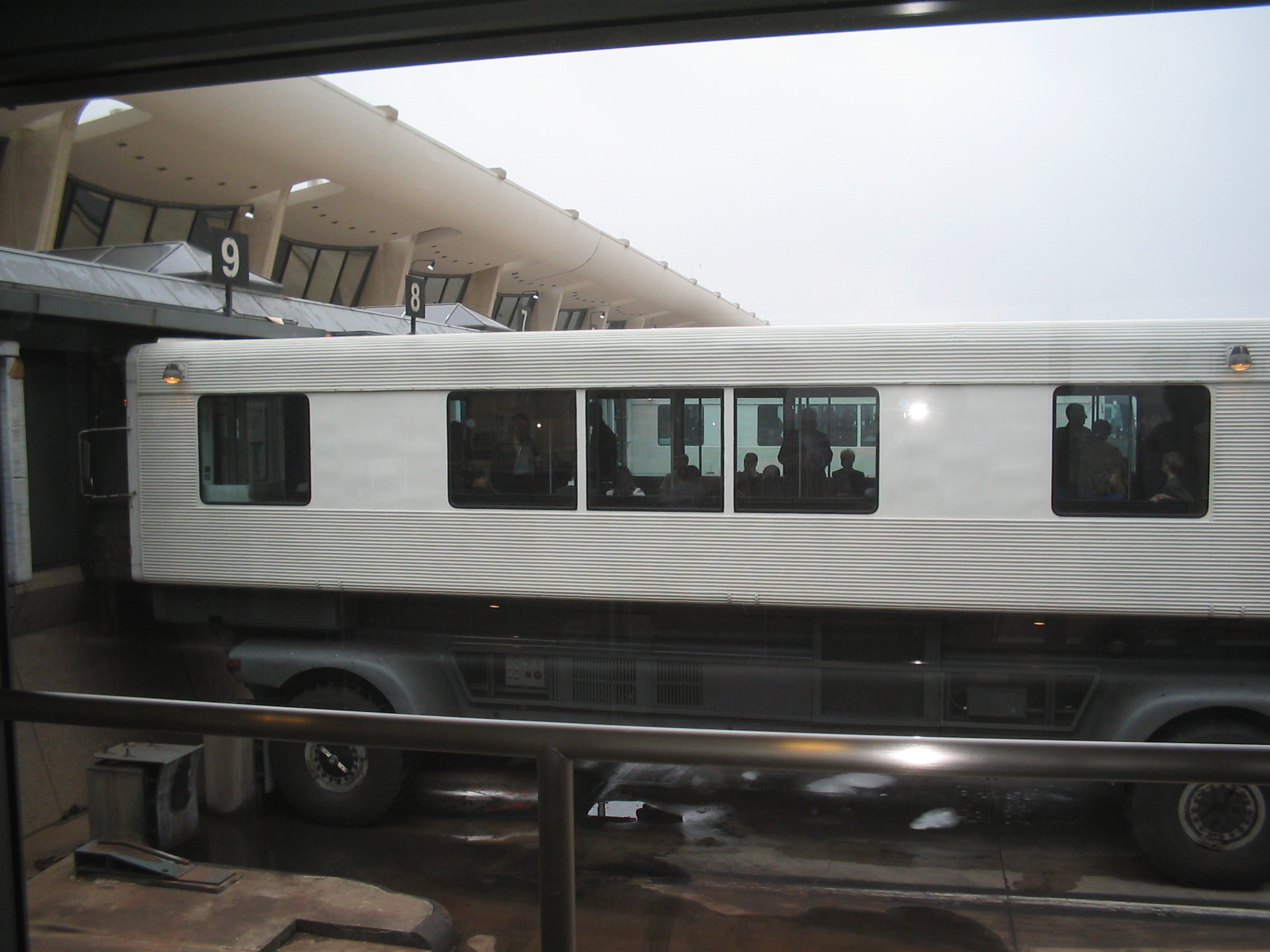
Spezieller Flughafen-Vorfeldbus in Washington, D.C. (IAD)

Größere Busse, darunter alle Gelenkfahrzeuge, haben generell (mindestens) drei Achsen. Starre Fahrzeuge haben dabei heute meist eine mitgelenkte, einfach bereifte Nachlaufachse, die hinter der Antriebsachse angeordnet ist. Bei Gelenkfahrzeugen liegt (inzwischen ausschließlich) die Mittelachse vor dem Gelenk.
Die heute übliche Bauform des Gelenkbusses ist der Schubgelenkbus (Pusher). Hier treibt der Heckmotor den Hinterwagen an, der den Vorderwagen schiebt.
Eine spezielle Bauart stellen die auf Flughäfen eingesetzten Vorfeldbusse dar, die überwiegend Stehplätze mit nur wenigen Sitzplätzen bieten. Da sich diese nicht auf öffentlichen Straßen bewegen, müssen sie auch nicht dafür zugelassen werden, wodurch es möglich ist, diese länger und breiter als herkömmliche Busse zu bauen.

### Sondernutzungen
Modifiziert dienen Omnibusse neben dem Personentransport einer Reihe weiterer Zwecke. Dazu zählen Bibelmobile, Fahrbibliotheken, Medibusse, Verkaufswagen, Promotionfahrzeug oder Wohnbusse. Auch für Behörden sind angepasste Omnibusse im Einsatz. Dies sind beispielsweise Großraumrettungswagen, Evakuierungsbusse und Einsatzleitbusse der Feuerwehren, Schubbusse der Justiz bzw. Polizei, die Busse der Führungsstäbe der Polizei und die mobilen Führungsstellen des THW. Diese Fahrzeuge werden oft nachträglich für die neue Verwendung umgebaut. Insbesondere für private Nutzungen werden ausgemusterte Linienbusse an den neuen Verwendungszweck angepasst. Rechtlich gesehen gelten Fahrzeuge, welche nicht dem Personentransport dienen allerdings nicht als Omnibusse, sondern als Lastkraftwagen beziehungsweise Wohnmobil.

## Geschichte
Im Linienverkehr eingesetzte pferdebespannte Wagen für Verkehrsteilnehmer, sogenannte Pferdeomnibusse, sind schon seit 1662 in Frankreich belegt. Das Konzept dieser bis 1680 verkehrenden „Carrosses à cinq sols“ stammt von Blaise Pascal. 1825 führte der Fuhrunternehmer Simon Kremser einen nach ihm als Kremser bezeichneten komfortablen gefederten Pferde-Omnibus ein, der zehn bis zwanzig Passagieren Platz bot. Unter diesen Pferdeomnibussen gab es diverse speziellere Betriebskonzepte (Postkutschen, Poststellwagen, Lohnwagen, Zeiselwagen, Landkutschen, private Stellwagen, Gesellschaftswagen), deren Bezeichnungen dann teils auch auf die Kraftomnibusse übergingen.
Ein bedeutender Schritt war der Einsatz der ersten Dampfomnibusse in Großbritannien. So entwickelte Sir Goldsworthy Gurney in den 1820er Jahren einen sechsrädrigen Dampfbus mit Hinterradantrieb. Ein weiterer Pionier war auch William Church, der ab 1832 Busse mit einer Kapazität von 52 Plätzen zwischen London und Birmingham in Schrittgeschwindigkeit verkehren ließ. Sein Konkurrent Walter Hancock stellte etwa zeitgleich kleinere Dampfbusse her, die mit einer Höchstgeschwindigkeit von 25 km/h erheblich schneller unterwegs waren. In London setzte der Betrieb mit Dampfomnibussen am 22. April 1833 ein. Die britischen Eisenbahnunternehmer wehrten sich gegen die neue Konkurrenz und bewirkten die Einführung des sogenannten Red Flag Act im Jahr 1865. Durch den nun vorgeschriebenen Fahnengänger vor den Dampffahrzeugen wurden diese zur Schrittgeschwindigkeit gezwungen und damit auch die Weiterentwicklung des Omnibusverkehrs in Großbritannien erheblich ausgebremst. In Schottland nahm man es mit dem neuen Gesetz allerdings nicht so genau und ließ 1868 zwischen Edinburgh und Leith den ersten doppelstöckigen Omnibus mit Dampfantrieb verkehren.

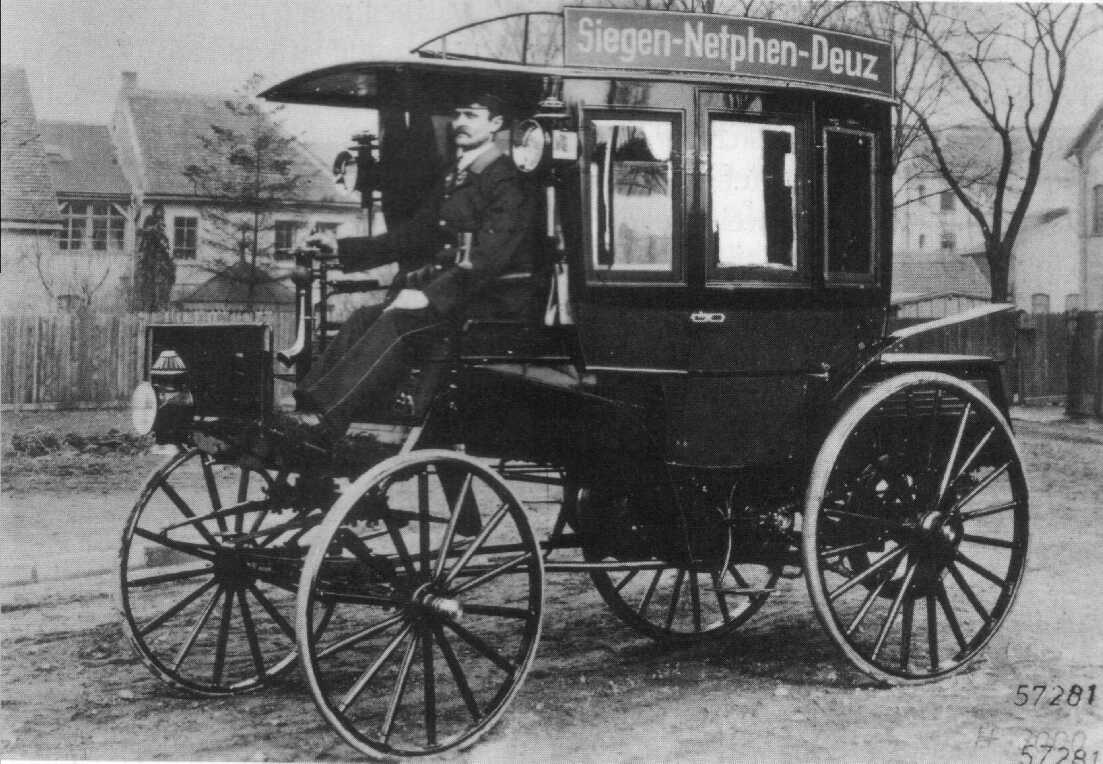
Erster Benzin-Omnibus der Welt im Linienverkehr zwischen Siegen und Deuz

Den ersten Linienverkehr startete die Netphener Omnibusgesellschaft mit einem mit flüssigem Kraftstoff betriebenen Bus am 18. März 1895 zwischen Siegen und Deuz. Der dabei eingesetzte Landauer wies tatsächlich mehr Ähnlichkeit mit einer geschlossenen Kutsche auf als mit einem modernen Bus. Dieser ab 1895 in Handarbeit im Familienbetrieb des Automobil-Pioniers Carl Benz gebaute Kraftomnibus hatte acht Sitze und einen Motor mit 5 PS (3,7 kW). Seine Höchstgeschwindigkeit betrug 20 km/h, für die 15 km lange Strecke zwischen Siegen und Deuz benötigte er eine Stunde und 20 Minuten. Die Fahrt kostete die für damalige Verhältnisse hohe Summe von 70 Pfennig. Aufgrund der geringen Belastbarkeit der ersten Benz-Busse musste der Omnibusbetrieb im Siegerland jedoch noch vor dem Ablauf des Jahres eingestellt werden.
Trotz dieses Rückschlags entstanden durch ständige Verbesserung der Fahrzeugtechnik in den Folgejahren weltweit immer neue Linienverbindungen. Zuvor hatte bereits die Firma Panhard und Levassor im Jahre 1894 Fahrzeuge mit der Bezeichnung „Omnibus“ beziehungsweise Break angeboten und verkauft (der erste wurde bereits im Dezember 1893 fertiggestellt und im Januar 1894 verkauft), die vier oder sechs Fahrgästen Platz boten. Auch 1895 blieben diese Typen im Programm und konnten verkauft werden. Einer dieser frühen Omnibusse (ein Grand Break M2K, Seriennummer 28) nahm am ersten Rennen Paris–Bordeaux–Paris erfolgreich teil.

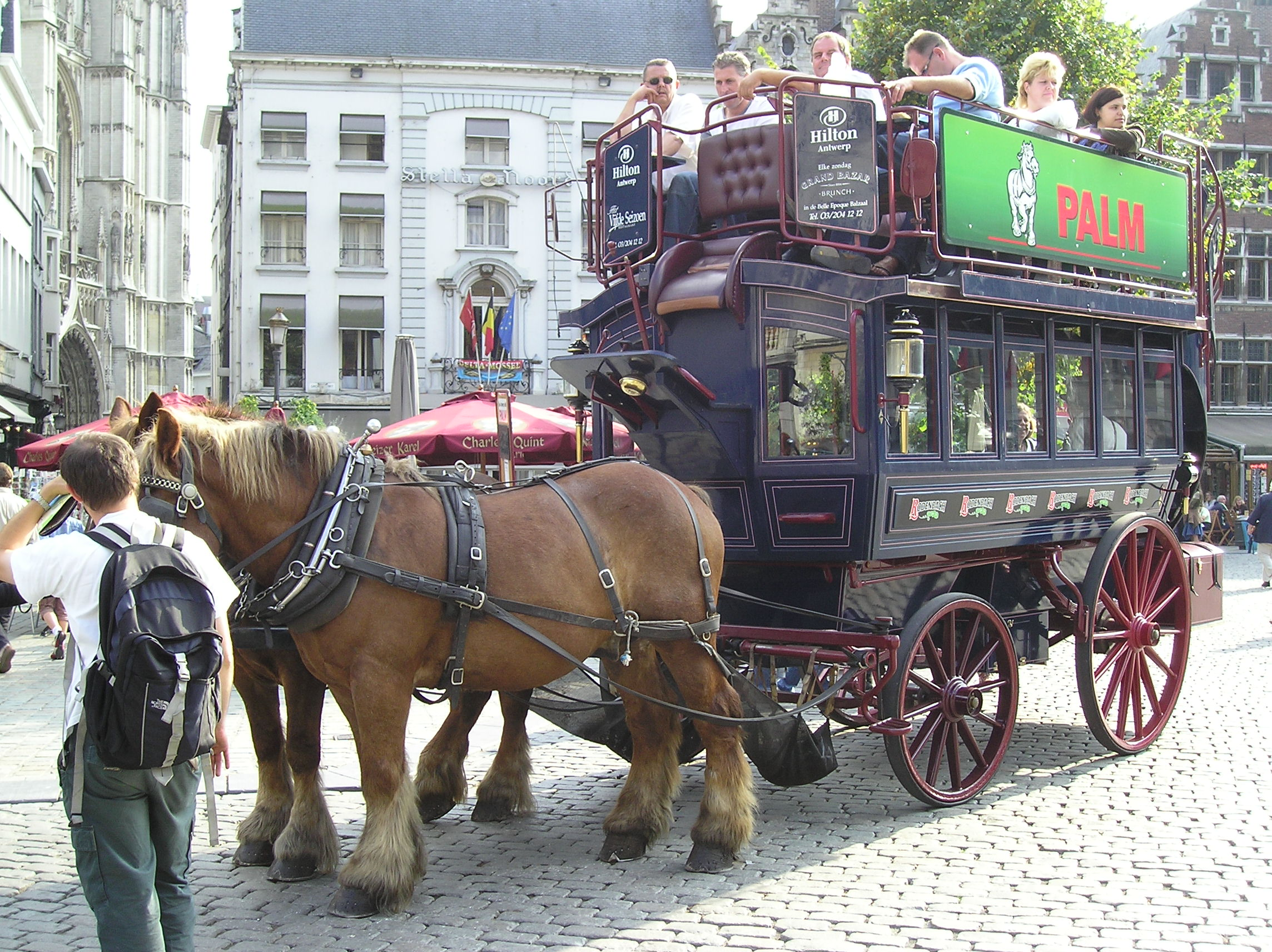
Pferdeomnibus
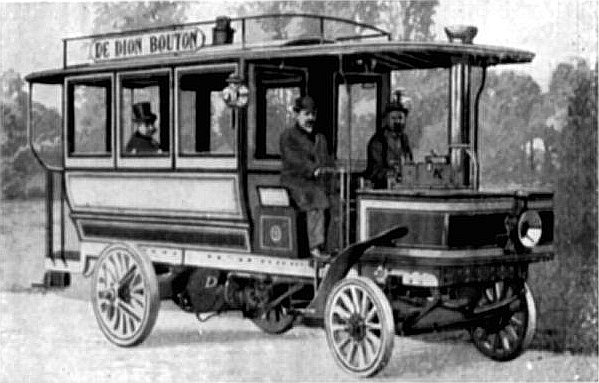
Dampfomnibus
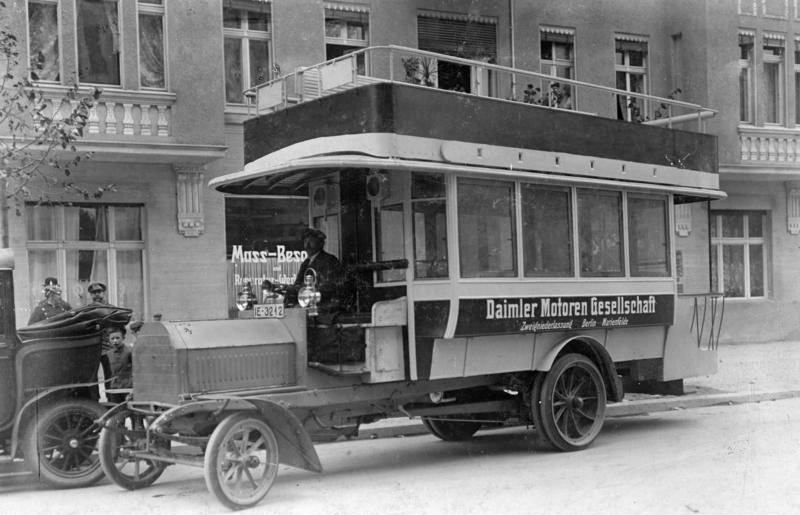
Daimler-Decksitz-Bus in Berlin 1907
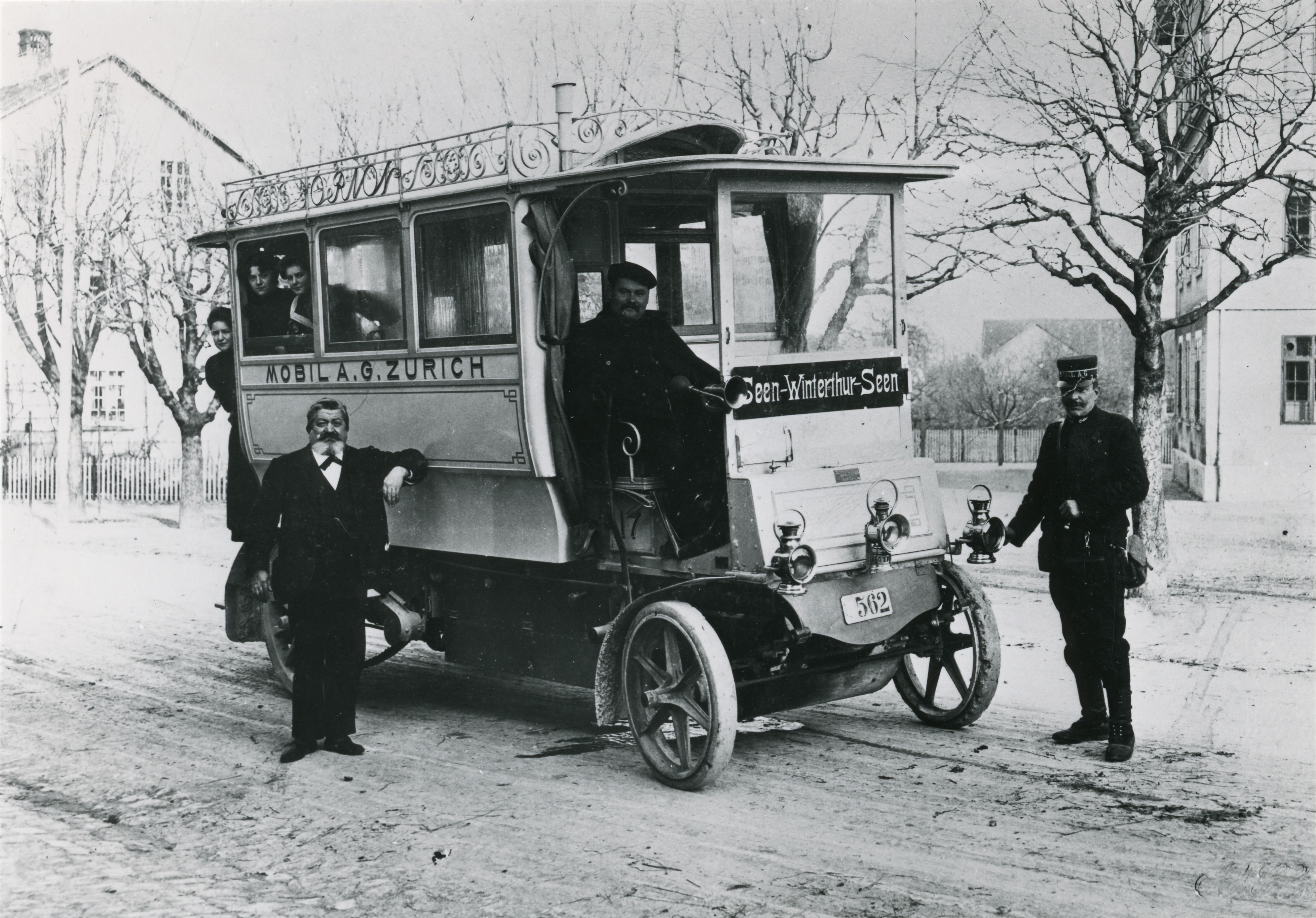
Schweizer Orion-Bus der Mobil AG Zürich, genutzt in Winterthur 1905

### Historische Bauarten
In den Anfängen der Bustechnik wurden die Fahrzeuge mit Frontmotor gebaut (die letzten in Deutschland waren zum Beispiel Mercedes-Benz O 3500 aus den 1950er Jahren, 6-Zylinder-Dieselmotor mit 90 PS) und es gab auch offene Fahrzeuge.
In den 1930er Jahren kamen Sattelzugomnibusse auf, z. B. Büssing Typ SS und Typ DS. Bis 2008 wurden Sattelzugomnibusse als kubanische Entwicklung in der Hauptstadt Havanna als öffentliches Nahverkehrsmittel eingesetzt. Wegen ihrer Bauform mit abgesenktem Einstiegsbereich in der Mitte des Aufliegers werden sie „Camello“ (dt. Kamel) genannt.
Das Karosseriebauunternehmen Gebr. Ludewig konstruierte in den 1950er Jahren Anderthalbdecker, zunächst nur für Reisezwecke. Nachdem in der Bundesrepublik Deutschland die Mitführung von besetzten Busanhängern verboten wurde, bot sich diese Art des Großraumbusses an und wurde später auch von der Firma Vetter auf Busfahrgestellen mit Unterflurmotor hinter der Vorderachse aufgebaut. Die Verbreitung der kostengünstigeren Gelenkbusse bedeutete das Ende dieser Gattung in den 1980er Jahren.
Ab den 1950er Jahren wurden bei der Deutschen Bundesbahn vereinzelt Schienen-Straßen-Omnibusse eingesetzt, die als Zweiwegefahrzeuge sowohl auf der Straße als auch auf Schienenstrecken verkehren konnten.

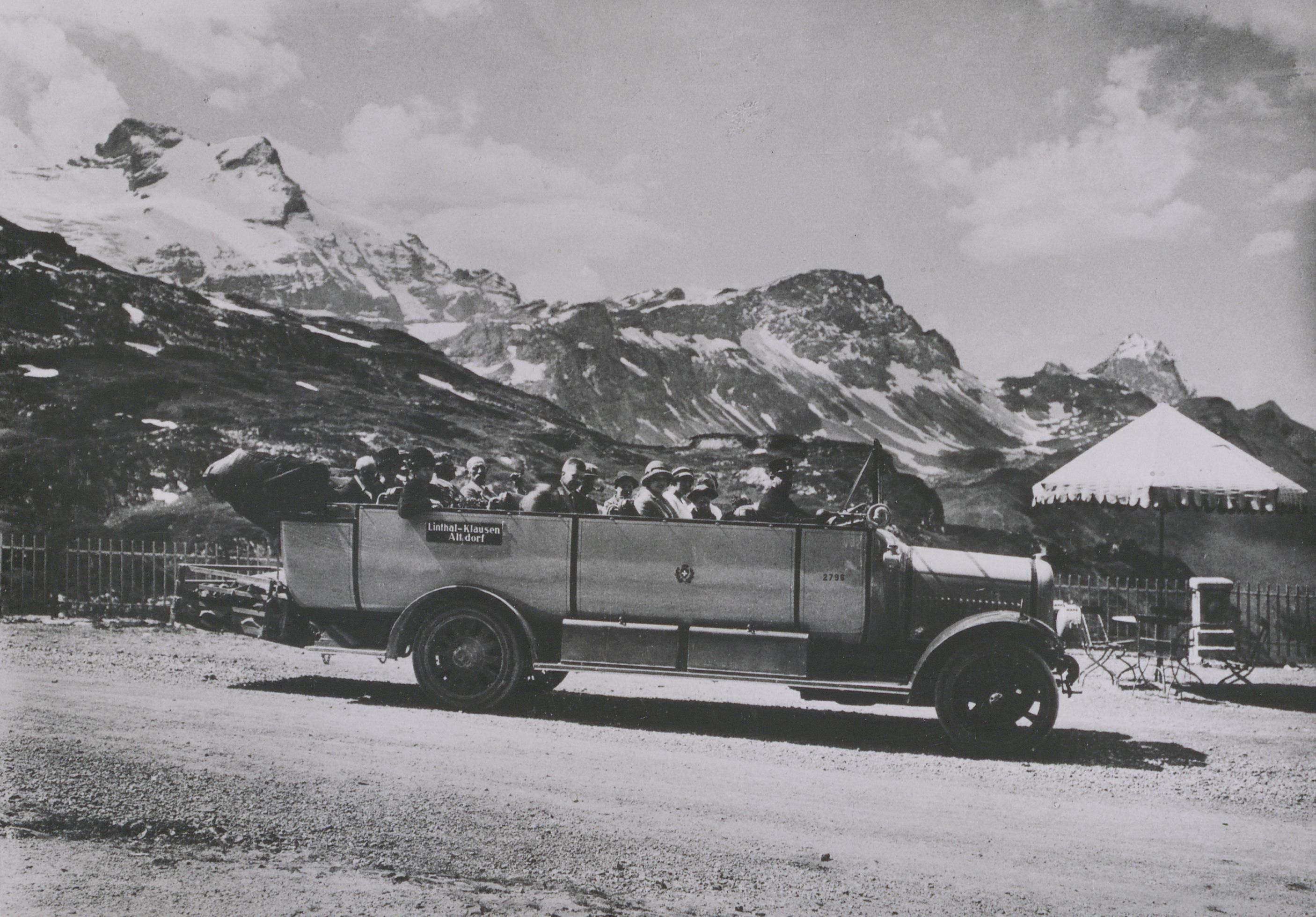
Ein Saurer Car Alpin in den 1920er-Jahren auf dem Klausenpass
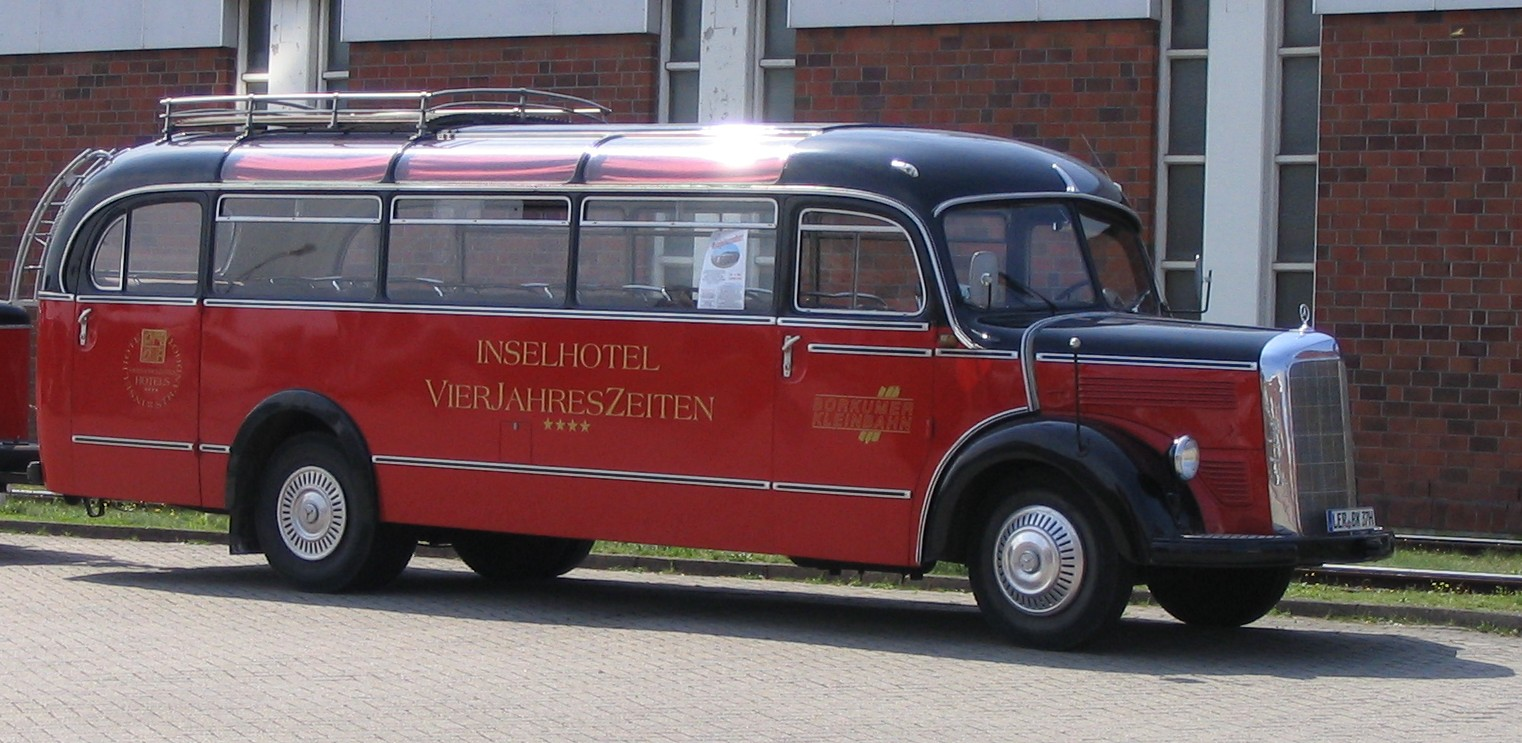
Mercedes-Benz O 3500 – hier als Nostalgiebus
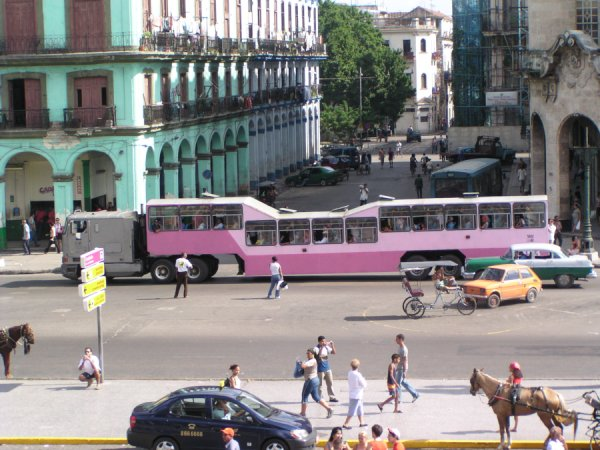
Sattelzug-Omnibus („Camello“) in Havanna (Kuba)
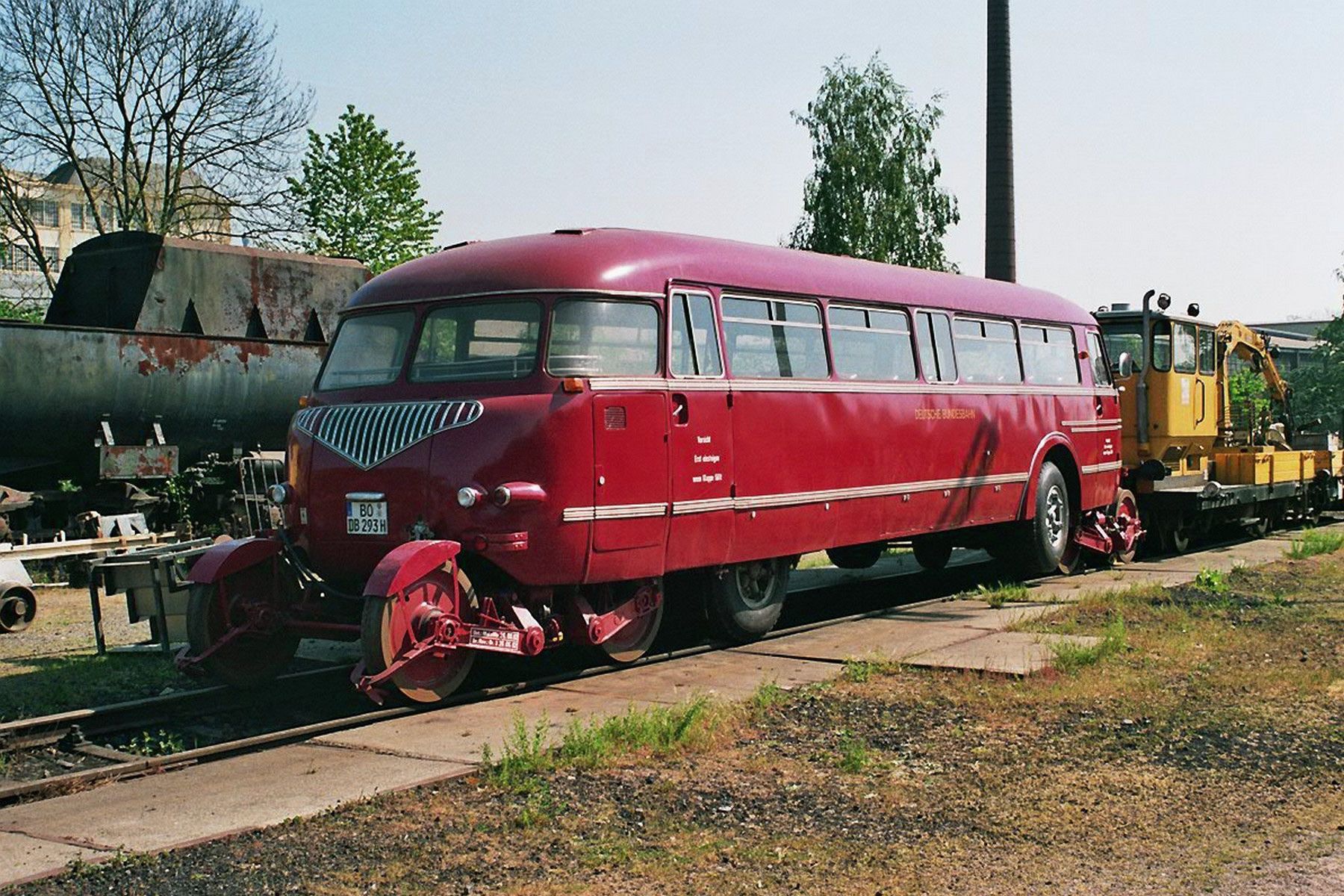
Schienen-Straßen-Omnibus der Deutschen Bundesbahn
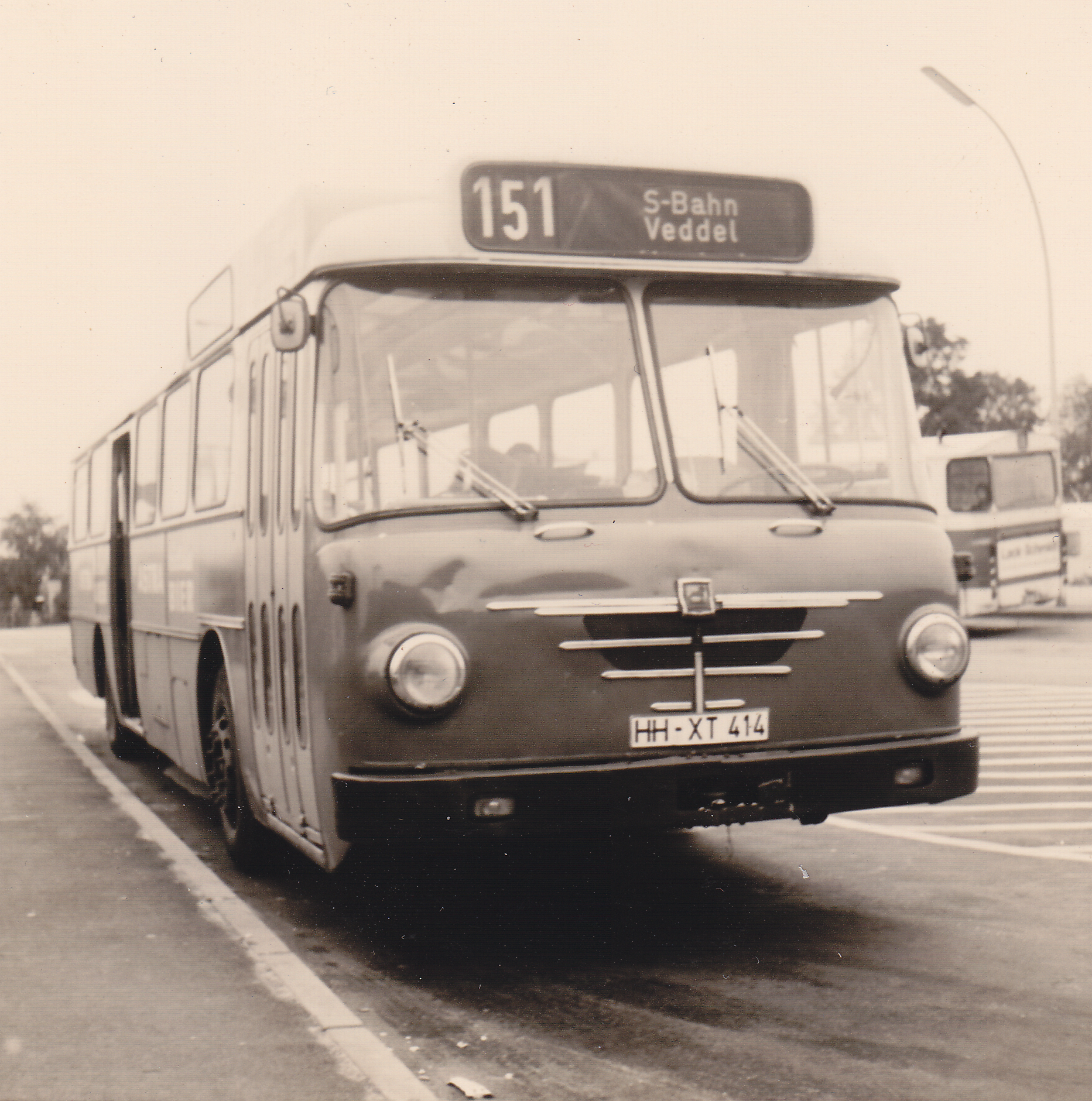
1973 HHA-Linie 151 Cranz-Veddel, Wagen 6414, Baujahr 1964, Typ Büssing Senator 12 D
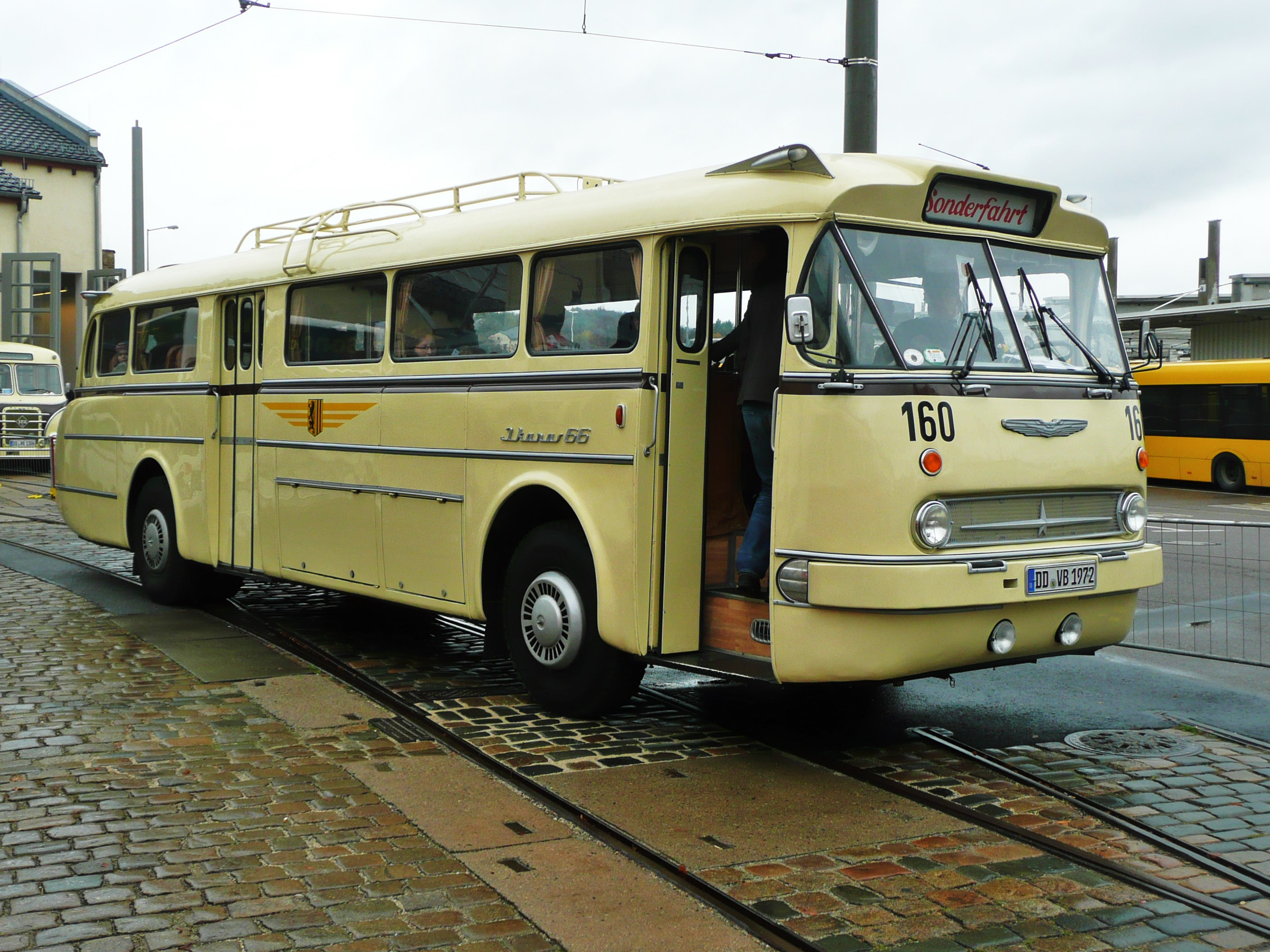
Ikarus 66 der Dresdner Verkehrsbetriebe
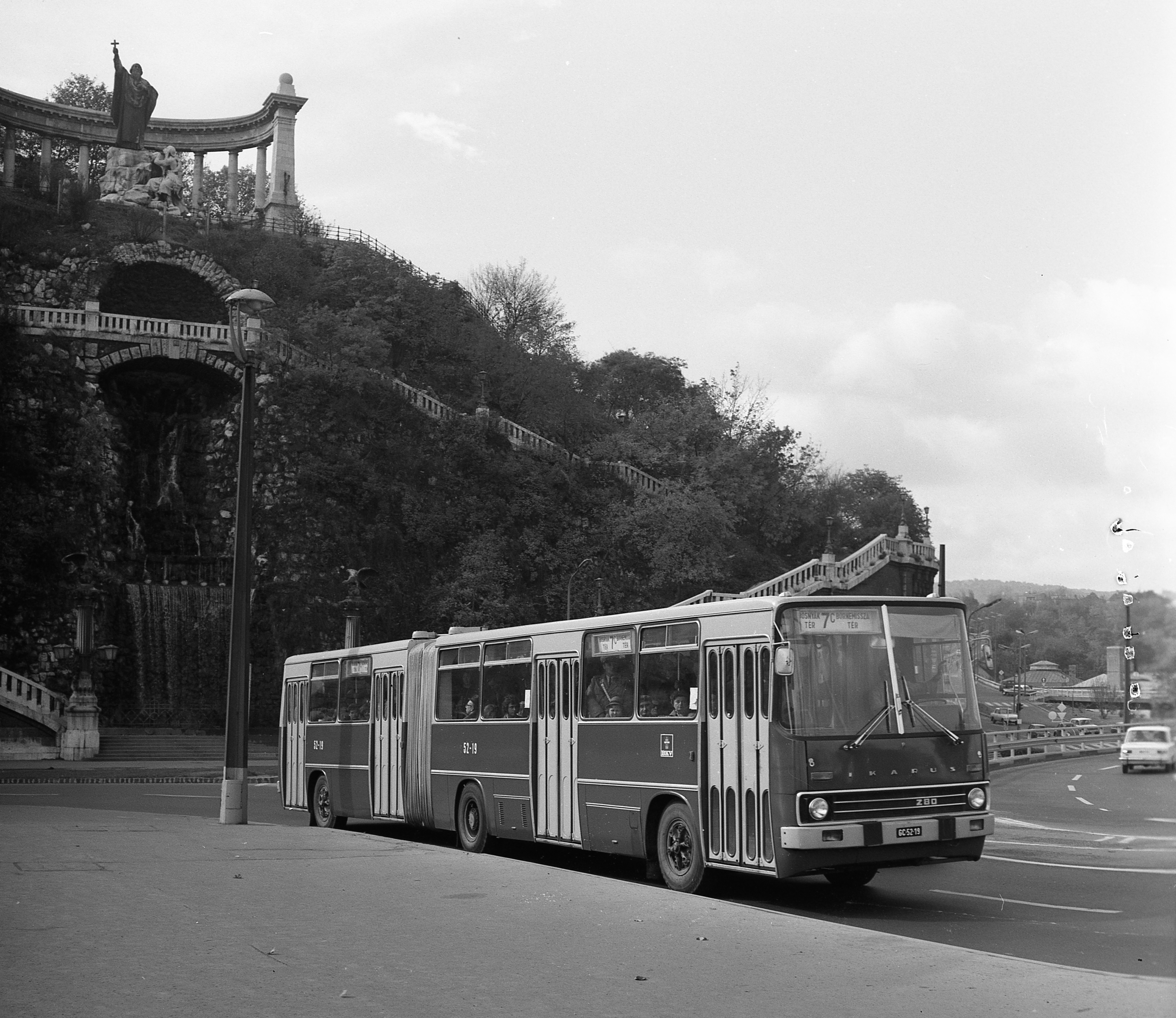
Ikarus 280 (1975)

### Standard-Linienbusse

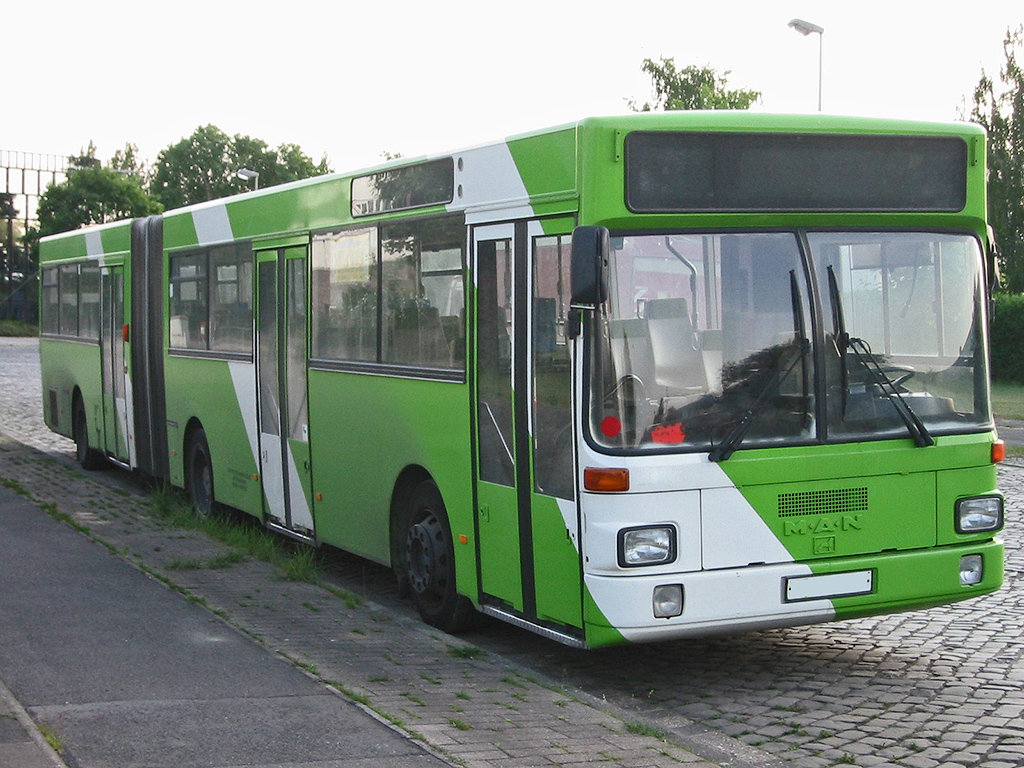
MAN-VÖV-II-Gelenkbus

In den 1960er Jahren begann auch in der Bundesrepublik eine Vereinheitlichung der Linienbustypen durch den Verband öffentlicher Verkehrsbetriebe (VÖV), der in Zusammenarbeit mit einigen Verkehrsbetrieben Prototypen für Standard-Linienbusse entwickelte, die dann von mehreren Herstellern adaptiert wurden.
Die ersten Prototypen von 1967 führten ab 1968 zur Produktion beispielsweise des Büssing BS 110 V, Mercedes-Benz O 305, Magirus-Deutz SH 110, MAN SL 200 und Ikarus 190.
Die zweite Generation der deutschen Standardbusse hatte als Ziel der Entwicklung einen niedrigeren Fahrzeugboden und dadurch eine niedrigere Einstiegshöhe. Aus den zwischen 1976 und 1978 erprobten Prototypen S 80 entwickelten sich beispielsweise der Auwärter Neoplan N 416, der Mercedes-Benz O 405 und der MAN SL 202.
Aus der zweiten Generation wurde ein Niederflurbus weiter entwickelt, Beispiele sind der Neoplan N 4014 NF, der Mercedes-Benz O 405 N und der MAN NL 202. Selten wird dieser Bustyp fälschlich als VÖV-III-Typ bezeichnet.

### Spurbus
In den letzten Jahren wurde das Konzept von Spurbussen wieder aufgegriffen. Die Entwicklungen beispielsweise des französischen CiVis oder der AutoTram des Fraunhofer-Instituts sind eine Mischung von Fahrzeugen, die äußerlich Straßenbahnen ähneln, aber auf Gummireifen fahren und mittels unterschiedlicher Systeme automatisch auf einer vorgegebenen Spur geführt werden können. Dieses Prinzip wurde einige Jahre durch die Essener Verkehrs-AG genutzt, dort kamen Duo-Busse zum Einsatz. Ein Spurbus kann auf enge Fahrspuren ausgelegt werden, was kombiniert mit batterie-elektrischem Antrieb die Investition beim Bau langer Tunnel begrenzen kann.

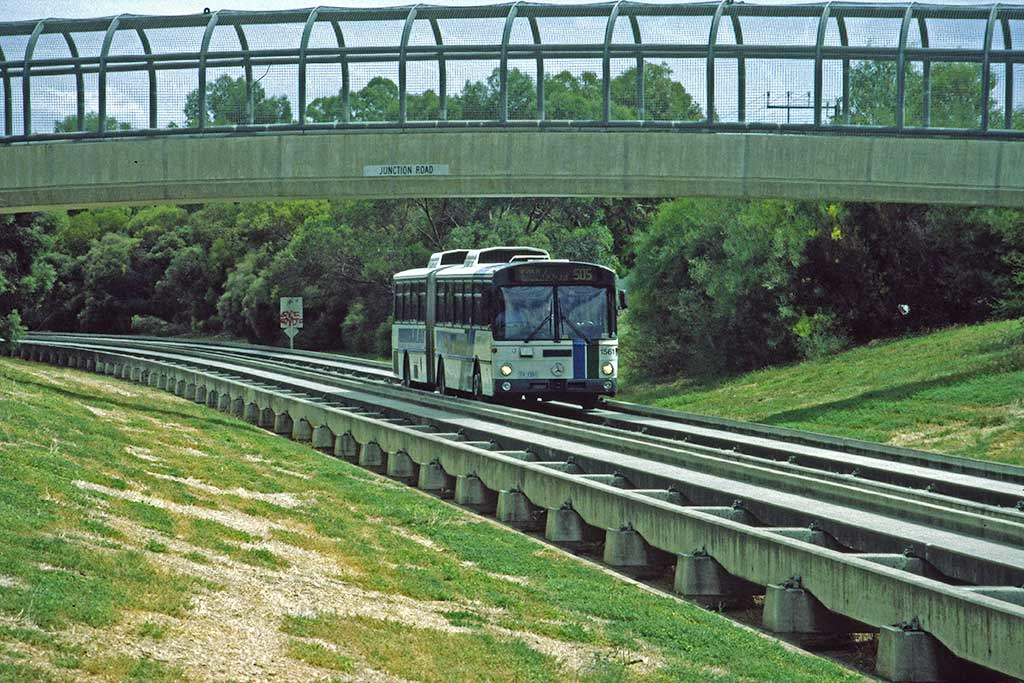
Die O-Bahn Adelaide in Australien
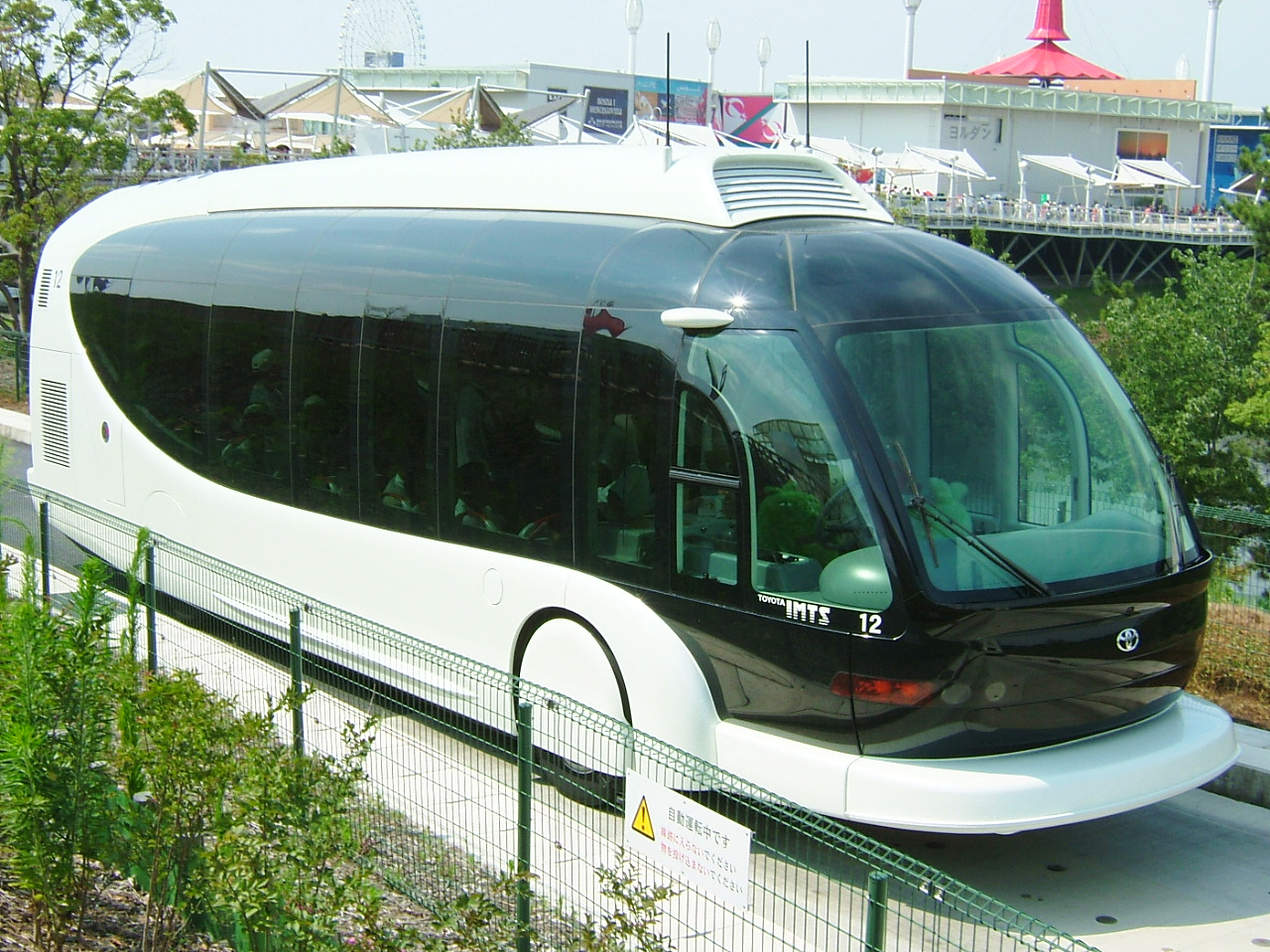
Toyota Intelligent Multimode Transit System (führerlos) auf der Expo 2005

### Bus Rapid Transit (BRT)
BRT-Systeme gehören wie LRT-Systeme (Light-Rail-Transit) und Metro-Systeme zum massenhaften ÖPNV (Mass Rapid Transit), die Schnelligkeit und hohe Kapazität im ÖPNV fokussieren. Hier sind typischerweise weniger Fahrzeugkapazitäten als Infrastrukturfaktoren der Flaschenhals, wie die Haltestellenlänge, Auslassen von Zwischenstopps, die ÖPNV-Fahrspur (zumindest minutenweise) bzw. die Stauumfahrung, die Kreuzungsdurchfahrt, ...

## Verkehrsarten
Es gibt verschiedene Formen des Omnibusverkehrs, deren Anforderungen die Bauart des Fahrzeugs bestimmen:
- Öffentlicher Personennahverkehr (ÖPNV)
  - Anrufbuslinien
  - Stadtbusse, innerstädtische Schnellbusse z. B. CityExpress-Busse
  - Überlandlinienbusse (Überlandbus, Regionalbus, Expressbus)
  - Ortsbusse
  - Touristiklinien, Stadtrundfahrtlinien
- Fernlinienverkehr (Fernbuslinien)
- Mietbusverkehre
  - Gruppenreisen
  - Programmfahrten
  - VIP-Fahrten in speziellen Luxusomnibussen
  - Werksverkehre
  - Schulbusse
  - Pendelbuslinien bzw. Shuttleverkehr

## Bedeutung als Verkehrsmittel
Der Omnibus ist heute in vielen Ländern mit den anderen Verkehrsmitteln im ÖPNV wie Eisenbahn, Straßenbahn, U-Bahn etc. zu einem integrierten Verkehrssystem verknüpft. Omnibussen kommt dabei überwiegend die Funktion eines Zubringers zu den schienengebundenen Verkehrsmitteln zu. In Ländern mit ungenügend ausgebautem Eisenbahnnetz in Nord- und Südamerika, Afrika, Teilen Asiens und Australien bedienen Autobusse aber auch mehrheitlich Relationen des Fernverkehrs.
In dünn besiedelten Gebieten hat er die in der ersten Hälfte des 20. Jahrhunderts verbreiteten Kleinbahnen weitgehend ersetzt. In mittelgroßen Städten wird er teilweise seit den 1980ern erneut durch Straßenbahnen, in größeren Städten durch U-Bahnen deutlich entlastet, für die er Zubringeraufgaben übernimmt. Auch in den Randbereichen der Städte sind durch die Verkehrsdichte (des Individualverkehrs) und die Disposition der Bewohner sowie die oft topografisch schwierige Situation (schmale steile Straßen) Buslinien nur schwer zu betreiben – je nach Umsetzung der leistungsbezogenen Verteilung der Einnahmen innerhalb eines Verkehrsverbundes (nach Sitzplatzkilometer oder Fahrgastkilometer) werden hier möglicherweise in Zukunft verstärkt modifizierte Linienverkehre wie beispielsweise Sammeltaxen verkehren. 2013 benutzen 5,3 Milliarden Fahrgäste Busverkehre in Deutschland.
Die Bedeutung des Fernbusverkehrs ist hingegen national sehr unterschiedlich, abhängig vom Ausbauzustand der Eisenbahn und des Flugverkehrs aber auch politischer Interessensvertretung. Zusammenfassend wurde in den letzten Jahren vermehrt Schutzklauseln, die die Bahn gegenüber Bussen schützten, abgebaut. Andererseits stehen auch bisherige Maut-Vorteile des Busverkehrs gegenüber dem LKW-Verkehr und der Bahn zur Diskussion.

## Sicherheit
Trotz einiger schwerer Unfälle ist der Bus ein sicheres Verkehrsmittel. Das Todesrisiko ist gegenüber dem Individualverkehr auf der Straße 16 Mal geringer.
| Jahr | Unfälle | Tote | davon Businsassen |
| ---- | ------- | ---- | ----------------- |
| 1980 |         |      | 49                |
| 1981 |         |      | 38                |
| 1982 |         |      | 27                |
| 1983 |         |      | 37                |
| 1984 |         |      | 40                |
| 1985 |         |      | 49                |
| 1986 |         |      | 29                |
| 1987 |         |      | 15                |
| 1988 |         |      | 36                |
| 1989 |         |      | 13                |
| 1990 |         |      | 23                |
| 1991 |         |      | 26                |
| 1992 | 5805    | 253  | 58                |
| 1993 | 5690    | 210  | 18                |
| 1994 | 5700    | 165  | 36                |
| 1995 | 5676    | 152  | 18                |
| 1996 | 5514    | 173  | 24                |
| 1997 | 5663    | 176  | 15                |
| 1998 | 5559    | 141  | 2                 |
| 1999 | 5982    | 155  | 20                |
| 2000 | 5715    | 146  | 9                 |
| 2001 | 5776    | 149  | 11                |
| 2002 | 5626    | 122  | 12                |
| 2003 | 5511    | 114  | 17                |
| 2004 | 5406    | 111  | 16                |
| 2005 | 5387    | 116  | 9                 |
| 2006 | 5425    | 92   | 12                |
| 2007 | 5555    | 101  | 26                |
| 2008 | 5216    | 78   | 10                |
| 2009 | 5432    | 68   | 12                |
| 2010 | 5423    | 91   | 32                |
| 2011 | 5546    | 64   | 10                |
| 2012 | 5450    | 66   | 3                 |
| 2013 | 5488    | 82   | 11                |
| 2014 | 5532    | 73   | 13                |
| 2015 | 5760    | 60   | 5                 |
| 2016 | 5732    | 42   | 4                 |
| 2017 | 5873    | 65   | 22                |
| 2018 | 5972    | 56   | 9                 |
| 2019 | 5917    | 44   | 7                 |
| 2020 | 4490    | 61   | 10                |
| 2021 | 4675    | 39   | 5                 |
| 2022 | 5738    | 47   | 8                 |
| 2023 | 5947    | 55   | 5                 |
| 2024 | 5375    | 58   | 8                 |

## Arbeitsplatz
Omnibusse sind als Regional- und Fernbusse Arbeitsplatz für Buslenker. In DACH arbeiten viele Zehntausende am Steuer der Busse des öffentlichen Verkehrs, die zum weitaus größten Teil als Linienverkehr fahren.
2023 wurde das Thema publik, dass es für weibliche Busfahrer nur schwer möglich ist, ohne WC zu urinieren, da diese sich nicht ähnlich einfach wie Männer unauffällig in der Natur erleichtern können. Eng getaktete Fahrpläne, Umfahrung von Ortskernen, Ausdünnung der Gastronomie und Freiräumen von Straßenrändern von Gebüsch und Wald steigern das Problem des Mangels an Möglichkeiten für das Urinieren an Haltestellen. Fernbusse mit Toilette an Bord bilden nur einen geringen Anteil der Arbeitsplätze. Dienstnehmer haben nach 4 bis maximal 6 Stunden Lenkzeitsumme Recht auf eine Pause.

## Bushersteller
Es gab in der Geschichte und es gibt bis heute viele wichtige Bushersteller. Siehe dazu die Liste von aktiven Busherstellern und Geschichte der Nutzfahrzeugindustrie.

## Rechtliche Bestimmungen für Kraftomnibusse in Deutschland

### Bestimmungen
- Rechtlich wird als Kraftomnibus (KOM) ein zur Beförderung von Personen bestimmtes Kraftfahrzeug mit mehr als 8 Fahrgastplätzen (ohne den Fahrer) definiert. Es ist zusätzlich ein Führerschein zur Fahrgastbeförderung oder „Personenbeförderungsschein“ genannt erforderlich.
- Busse mit Fahrgästen, für die keine Sitzplätze zur Verfügung stehen, unterliegen einer Geschwindigkeitsbeschränkung auf maximal 60 km/h auf allen Straßen außerhalb des Ortes.
- Omnibusse durften vor dem 28. November 2007 nur mit einer Ausnahmegenehmigung, wenn die Anforderungen des § 18 StVO erfüllt wurden, auf Autobahnen 100 km/h fahren, rechtlich galt für KOM auf Landstraßen und Autobahnen eine Höchstgeschwindigkeit von 80 km/h. Die Genehmigung wurde durch ein Tempo-100-Schild mit Siegel der Zulassungsstelle am Heck des Fahrzeuges sowie der Eintragung „Für 100 km/h auf Autobahnen geeignet“ angezeigt. Diese Ausnahmegenehmigung hatten Ende 2007 ca. 35.200 von 44.000 deutschen Omnibussen, sodass der Begriff „Ausnahmegenehmigung“ wörtlich genommen für diesen Regelfall (ca. 80 %) nicht mehr zutraf.[34]
- Am 27. November 2007 hat der Bundesrat die 17. Verordnung zur Änderung der Straßenverkehrs-Ordnung erlassen, nach der das Verwaltungsverfahren bei der Zulassung von Tempo 100 für Kraftomnibusse abgeschafft wird. Für im Inland zugelassene Omnibusse wird im Regelfall die Tempo-100-km/h-Zulassung innerhalb des Genehmigungs- bzw. Betriebserlaubnisverfahrens miterteilt.[35] Auf die Anbringung einer Tempo-100-Plakette auf der Rückseite des Kraftomnibusses kann in Zukunft verzichtet werden, da sie sich für Kontrollzwecke nicht als tauglich erwiesen hat.[34]

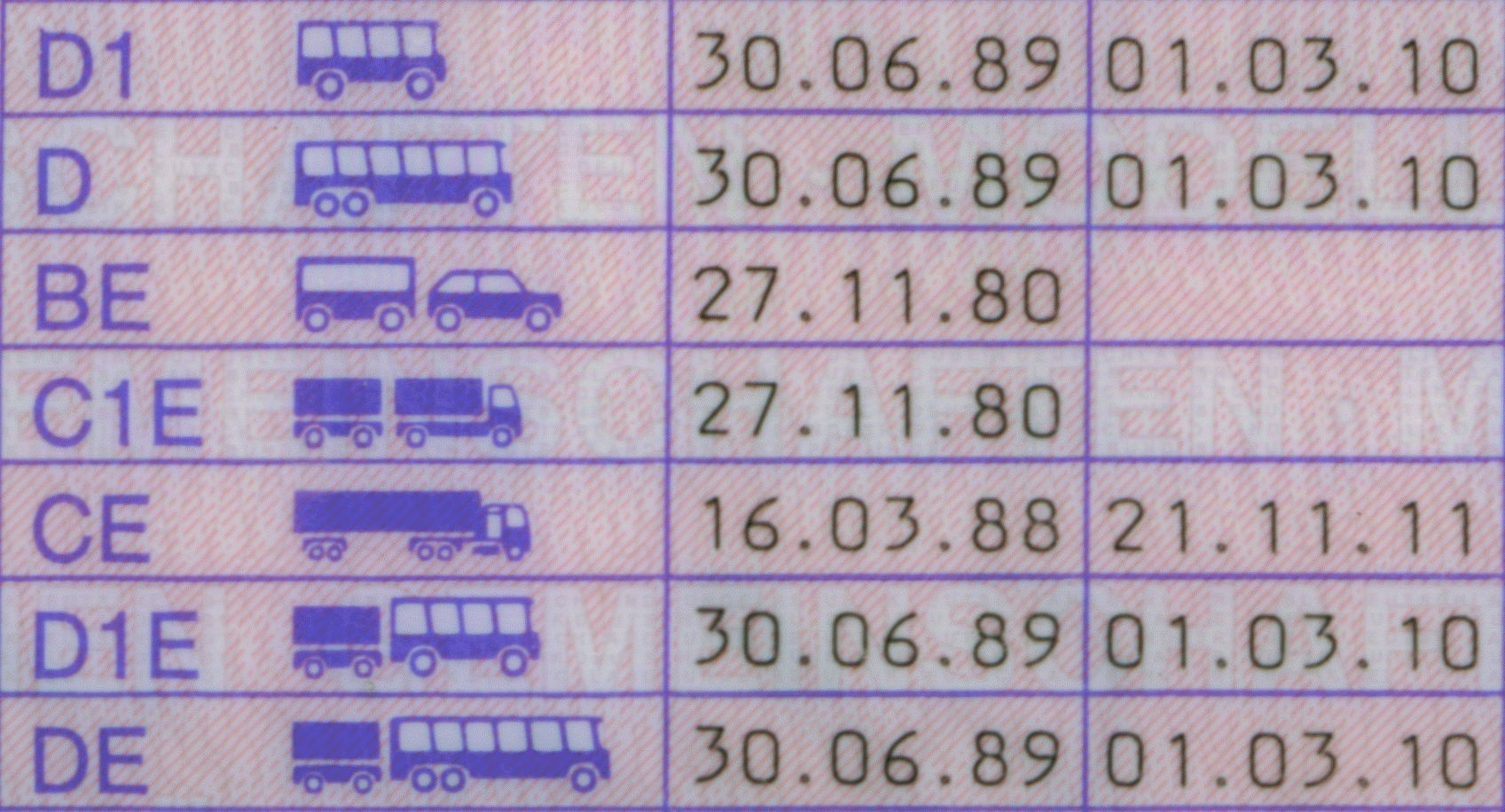
Führerschein-Ausschnitt mit den verschiedenen Klassen (D1, D, D1E und DE) für Busse. In der rechten Spalte ist für alle Busklassen das Ablaufdatum (1. März 2010) ersichtlich.

- Omnibusse dürfen Busfahrstreifen befahren.
- Zum Führen eines Kraftomnibusses ist eine besondere Fahrerlaubnis erforderlich. Nach der einheitlichen EU-Regelung enthalten die Bezeichnungen der Bus-Führerscheinklassen den Buchstaben D. Es gibt vier abgestufte Klassen, D1 gilt für Busse mit bis zu 16 Sitzplätzen, ein Anhänger bis 750 kg ist erlaubt. D gilt für Busse mit einer beliebigen Anzahl von Sitzplätzen, ein Anhänger bis 750 kg ist erlaubt. Die Klasse D1E enthält die Erlaubnis der Klasse D1, ein Anhänger über 750 kg darf mitgeführt werden. Schließlich erlaubt die Klasse DE das Führen von Bussen mit einer beliebigen Anzahl von Fahrgastplätzen auch mit einem Anhänger über 750 kg.
- Alle Busführerscheine werden befristet für fünf Jahre, längstens jedoch bis zur Vollendung des 50. Lebensjahres, erteilt. Danach beträgt die Gültigkeit jeweils fünf Jahre. Bei dieser Verlängerung einer Fahrerlaubnis über das 50. Lebensjahr hinaus muss der Busfahrer nachweisen, dass er die besonderen Anforderungen an Belastbarkeit, Orientierungsleistung, Konzentrationsleistung, Aufmerksamkeitsleistung und Reaktionsfähigkeit erfüllt. Der Nachweis kann durch ein betriebs- oder arbeitsmedizinisches Gutachten oder ein Gutachten einer Begutachtungsstelle für Fahreignung erbracht werden.[36]
- Außerdem berechtigen Fahrerlaubnisse der Klassen C, C1, CE oder C1E im Inland auch zum Führen von Kraftomnibussen – gegebenenfalls mit Anhänger – mit einer entsprechenden zulässigen Gesamtmasse und ohne Fahrgäste, wenn die Fahrten lediglich zur Überprüfung des technischen Zustands des Fahrzeugs dienen.[37]
- Mit dem Busführerschein wird bezweckt, nur besonders zuverlässigen und geprüften Fahrern die Beförderung von mehr als acht Fahrgästen anzuvertrauen.
- Nach dem Berufskraftfahrer-Qualifikations-Gesetz (BKrFQG) müssen Fahrer, die eine Fahrerlaubnis der Klassen D1, D1E, D, DE oder eine gleichwertige Klasse nach dem 9. September 2008 erteilt bekommen haben oder eine Fahrerlaubnis der Klassen C1, C1E, C, CE oder eine gleichwertige Klasse nach dem 9. September 2009 erteilt bekommen haben, zusätzlich eine Grundqualifikation erwerben, wenn die Fahrten im gewerblichen Güter- oder Personenverkehr durchgeführt werden. Inhaber älterer Führerscheine benötigen im Rahmen der Besitzstandswahrung keine Grundqualifikation. Sie müssen aber zukünftig wie alle Fahrer eine Weiterbildung von 35 Stunden in fünf Jahren nachweisen.[38]
- Kraftfahrzeuge, die als Kraftomnibusse zugelassen sind, unterliegen regelmäßigen Untersuchungen, z. B. jährliche Hauptuntersuchung (TÜV) und vierteljährliche Sicherheitsprüfung (siehe dazu § 29 StVZO; Beispiel: Funktions- und Sichtprüfung der Bremsen und Lenkung, aber auch Schließkraftmessung der sich automatisch schließenden Türen).
- Seit dem 1. Juli 1960 ist der Einsatz von Busanhängern zur Personenbeförderung verboten. Gegenwärtig (Juni 2006) gibt es Probebetriebe mit Ausnahmegenehmigung, Näheres siehe unter Artikel Busanhänger.

### Höchstgeschwindigkeit
Die Höchstgeschwindigkeit für Busse wurde im November 2007 neu geregelt. 80 km/h gelten nur noch für wenige, meist ältere Busse, hingegen ist für deutsche Neuzulassungen eine Tempo-100-Genehmigung bereits ab Zulassung als Regelfall möglich, wenn die Voraussetzungen erfüllt werden. Der Anteil der Busse mit Tempo-100-Erlaubnis lag Ende 2007 bei 80 Prozent und dürfte durch diese vereinfachten Bedingungen in Zukunft weiter steigen.

### Mietomnibus
Mietomnibus ist ein Begriff aus dem deutschen Personenbeförderungsgesetz (§ 49 Abs. 1 PBefG). Unter Verkehr mit Mietomnibus versteht man eine Form des Gelegenheitsverkehrs mit Kraftfahrzeugen, die durch ein Verkehrsunternehmen angeboten werden kann, jedoch Ziel, Zweck und Ablauf der Fahrt der Mieter (Fahrgast) bestimmt. Wichtiges Kriterium ist, dass der Mietomnibus vom Fahrgast im Ganzen angemietet wird. Mieter kann auch ein zusammengehöriger Personenkreis sein, der über Ziel und Ablauf der Fahrt einig sein muss (z. B. Schulklassen, Vereine etc.).
Mietomnibusse dürfen sich nicht auf öffentlichen Straßen und Plätzen zum Zweck der Fahrgastaufnahme bereithalten.
Der Gelegenheitsverkehr mit einem Mietomnibus ist erlaubnispflichtig und bedarf einer Genehmigung der zuständigen Verkehrsbehörde.
Für den Mietomnibusverkehr gelten auch die Bestimmungen der BOKraft.

## Schweiz
In der Schweiz wurden Busse bis in die 1980er Jahre vorwiegend durch die Schweizer Nutzfahrzeug-Hersteller Berna in Olten, Adolph Saurer AG in Arbon sowie FBW in Wetzikon in Kooperation mit Karosserie-Bauern wie Carrosserie Hess, Ramseier & Jenzer, Tüscher, Lauber, Frech+Hoch, Eggli und anderen teilweise noch bestehenden Firmen hergestellt.
Ab 1968 wurde als Reaktion auf den zunehmenden Kostendruck in einer Arbeitsgemeinschaft von Hess, Ramseier+Jenzer, Gangloff und Tüscher die Schweizer Einheits-Carrosserie eingeführt, wie sie zum Beispiel bei den VST-Einheitstrolleybussen oder beim Saurer 3DUK-50 verwendet wurde. Damit konnten erhebliche Kosteneinsparungen gegenüber den früheren runden und individuellen Aufbauten realisiert werden.
Das Staatsunternehmen der Post (PTT) war dabei der weitaus größte Auftraggeber. Die Postautos waren eine der ersten Flotten weltweit, die mit ihrem Postgelb (RAL 1004) landesweit eine einheitliche Firmenfarbe trugen. Die Fahrzeuge waren nach speziellen Anforderungen für das Schweizer Klima und das Schweizer Straßennetz ausgelegt. Sie konnten sowohl bei Schnee und Eis wie auch mit ihrer Breite von 2,3 m und dem oft vorhandenen Reduktionsgetriebe auf steilen, engen Strecken eingesetzt werden.